# Manila
Manila (en pampango: Menila; en zambal: Ibali), oficialmente Ciudad de Manila (Filipino: Lungsod ng Maynila), es la capital de Filipinas y la segunda ciudad del país por número de habitantes, después de Ciudad Quezon.
La ciudad está situada en la costa oriental de la bahía de Manila, en la isla de Luzón, junto a la desembocadura del río Pásig; la ciudad limita al norte con las ciudades de Navotas y Caloocan; al nordeste con Ciudad Quezon; al este con San Juan y Mandaluyong; al sudeste con Makati y al sur con Pasay.
Manila tiene una población total de 1 652 171 de acuerdo con el censo de 2013, siendo la segunda ciudad más poblada del país después de la cercana Ciudad Quezon. La población habita un área de apenas 38,55 kilómetros cuadrados (14,88 mi²), lo que hace a Manila una de las ciudades más densamente pobladas del mundo.
El Gran Manila es el área metropolitana más poblada de toda Filipinas y la décima del mundo, con una población estimada en 20,5 millones.
La ciudad se divide en seis distritos legislativos y consiste en dieciséis distritos geográficos: Binondo, Ermita, Intramuros, Malate, Paco, Pandacán, Port Area, Quiapo, Sampaloc, San Andrés, San Miguel, San Nicolás, Santa Ana, Santa Cruz, Santa Mesa y Tondo. El comercio más activo y algunos de los lugares más históricos y emblemáticos de gran importancia cultural en el país, como la sede del Ejecutivo filipino y la Suprema Corte de las Filipinas, se encuentran en esta ciudad. Manila es sede de varias instituciones científicas y educativas, numerosas instalaciones deportivas, así como de un amplio elenco de entidades culturales del país y otros lugares cultural e históricamente significativos.
El primer relato escrito acerca de la ciudad es la Inscripción de la Laguna Copperplate, que data del siglo X. La ciudad fue invadida por Bolkiah, sultán de Brunéi, y fue cristianizada ya en el siglo XVI, cuando los conquistadores españoles llegaron por primera vez. Fue incorporada el 24 de junio de 1571 por el conquistador español Miguel López de Legazpi. Manila se convirtió finalmente en el centro de las actividades españolas en Extremo Oriente y destino de la ruta comercial del Galeón de Acapulco a Manila, el cual conectaba a la América Española con Asia. 
La ciudad recibió el apodo de la «perla de Oriente», como resultado de su ubicación central en las vitales rutas del comercio marítimo por el Pacífico. Varias insurrecciones chinas, revueltas locales, una ocupación británica y un motín cipayo se produjeron tiempo después de eso. Manila también vio el surgimiento de la Revolución filipina, que fue seguida por la ocupación estadounidense, contribuyendo a la planificación urbana de la ciudad y al desarrollo solo para que la mayoría de dichas mejoras se perdiera por la devastación de la Segunda Guerra Mundial. Después de esto, la ciudad ha sido reconstruida.

## Etimología
La capital de Filipinas, Manila, tiene una etimología que proviene del término tagalo “Maynilad” o “Maynilà”. Se cree que “may” significa “tener” o “hay” y “nilad” es una planta acuática (Scyphiphora hydrophyllacea) que solía crecer en las áreas cercanas a la bahía de Manila. Por lo tanto, “Maynilad” puede traducirse como “lugar donde hay nilad” o “lugar donde crece la planta nilad”. Con el tiempo, la palabra se simplificó a Manila, y se convirtió en el nombre de la ciudad capital.

## Historia

### Período prehispánico
La evidencia más antigua de la vida humana alrededor de la actual Manila es la cercana Angono Petroglifos, que data de alrededor de 3000 a. C. Los negritos, los habitantes aborígenes de Filipinas, vivían en la isla de Luzón, donde se encuentra Manila, antes de que los malayo-polinesios migraran y los asimilaran.
El Reino de Tondó floreció durante la segunda mitad de la dinastía Ming como resultado de las relaciones comerciales directas con China. El distrito de Tondó era la capital tradicional del imperio, y sus gobernantes eran reyes soberanos, no meros caudillos. Fueron tratados de diversas maneras como panginuan en Maranao o panginoón en tagalo ("señores"); anák banwa ("hijo del cielo"); o lakandula ("señor del palacio"). El emperador de China consideraba a los lakanos -los gobernantes de la antigua Manila- como 王, o «reyes».
En el siglo XIII, Manila consistía en un asentamiento fortificado y un barrio comercial en la orilla del río Pásig. Luego fue colonizado por el imperio indianizado de Mayapajit, como se registra en el poema elogioso épico "Nagarakretagama", que describía la conquista de la zona por el majarash Hayam Wuruk. Selurong (षेलुरोङ्), un nombre histórico para Manila, aparece en Canto 14 junto a Sulot, lo que ahora es Sulu, y Kalka.

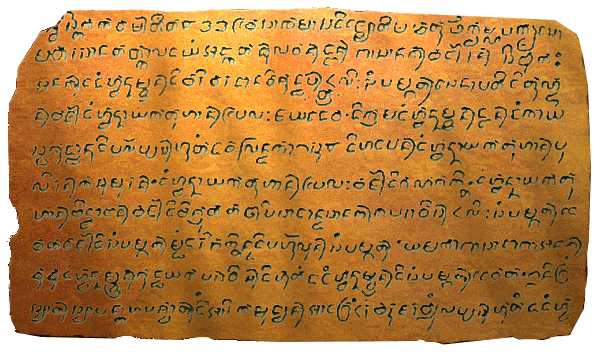
La inscripción Laguna Copperplate es el registro histórico más antiguo de Filipinas. Tiene la primera referencia histórica de Tondó y data del año Saka 822 (900).

Durante el reinado del sultán Bolkiah (1485-1521), el Sultanato de Brunéi invadió, con ganas de aprovechar el comercio de Tondó con China atacando sus alrededores y el establecimiento de los musulmanes del Reino de Manila (كوتا سلودوڠ; Kota Seludong). El rayajnato fue gobernado y rindió tributo anual al Sultanato de Brunéi como estado satélite. Se estableció una nueva dinastía bajo el jerarca local, quien aceptó el islam y se convirtió en Rajah Salalila. Él estableció un desafío comercial para la ya rica Lakan Dula en Tondó. El islam se fortaleció aún más con la llegada de comerciantes musulmanes de Oriente Próximo y del sudeste asiático.

### Era española
En la ribera meridional del río Pásig se encuentra la ciudad virreinal, Intramuros, fundada en 1571 y que contiene aún notables ejemplos de la arquitectura española del siglo XVII, junto a una muralla que la rodea y que se comenzó a construir en 1590, gobernando Filipinas Gómez Pérez das Mariñas.
En 1570, tras haber sido obligado a retirarse de Cebú por piratas portugueses, Miguel López de Legazpi, decidió invadir la ciudad y posteriormente hacerla capital de la Capitanía General de Filipinas, que a su vez pertenecía al virreinato de la Nueva España. Así que envió a su lugarteniente, Martín de Goiti, para que localizara el sultanato y averiguara su potencial económico. Goiti ancló su flota en Cavite e intentó implantar la autoridad de la Corona española por la vía diplomática, enviando un mensaje al Rajá Soleymán. Este le contestó, intentando ganar tiempo para concentrar sus fuerzas y aniquilar a los españoles, que quería establecer lazos amigables con los españoles, pero que no se sometía como súbdito del rey. Los conquistadores entendieron esta respuesta como un acto de guerra y tras demandar refuerzos, atacaron a los musulmanes en junio de 1570. Después de conquistar la ciudad, Goiti volvió a Panay, donde se encontraba el gobernador. Finalmente, Legazpi volvió con sus tropas en 1571. Los islámicos prendieron fuego a la ciudad y la abandonaron, instalándose en Tondó y otros pueblos vecinos. El 9 de junio de 1571 comenzó la construcción del fuerte.

Escudo de armas de la insigne y siempre leal Ciudad de Manila, concedido en 1596.

Solimán, el rajá destronado, tras intentar sin éxito el apoyo del rajá de Tondó, llamado Lacandula, y de los pampangueños y pangasineños, reunió un fuerte contingente de oriundos tagalos. Atacó entonces a los españoles, quienes nuevamente lo derrotaron, muriendo en el intento en la batalla de Bangcusay. Después de la revuelta comenzó la evangelización. Manila se constituiría en capital de la evangelización católica del Sudeste asiático. Primero llegaron los agustinos, seguidos de franciscanos, dominicos, jesuitas y agustinos recoletos. Los españoles decretaron el monopolio comercial. Los chinos se vieron perjudicados por estas medidas y se produjeron disturbios, rápidamente controlados. Como castigo, los chinos fueron sometidos a nuevos y fuertes tributos.
Ya en 1574, el pirata chino Li Ma Hong, al frente de una flota con 62 naves que transportaba 3000 hombres, intentó sin éxito conquistar la ciudad. El gobernador Guido de Lavezares y el maestre de campo Juan de Salcedo, expulsaron a la flota mercenaria sino-japonesa. Tras el desastre que supuso para los chinos, los españoles decidieron concentrarlos en el Parian de la Alcaicería. En 1595 Manila fue designada capital del archipiélago, así como capital de su provincia, que abarcaba casi toda la isla de Luzón. En 1601 los jesuitas fundaron en Manila un seminario para nobles, que fue la primera institución educativa del país.

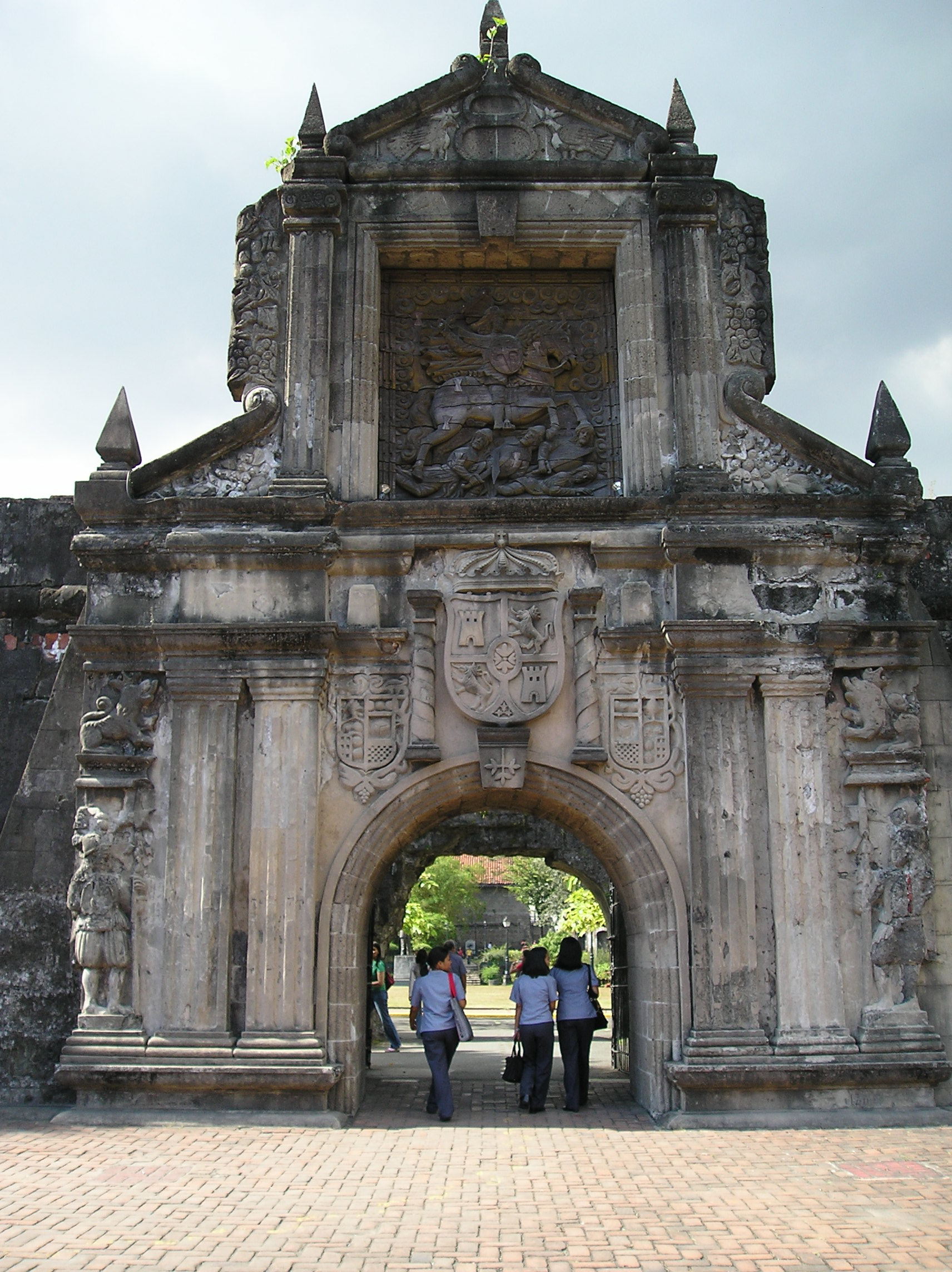
Entrada al Fuerte de Santiago, vestigio de la presencia española en Manila.

En el siglo XVIII hay una breve ocupación británica, durante la guerra de los Siete Años. Tras un asedio prolongado, una flota británica logró conquistar la ciudad el 5 de octubre de 1762. De 1762 a 1763, los británicos ocuparon Manila. El dominio británico terminó al firmarse el Tratado de Paz de París. Los chinos y rebeldes filipinos fueron castigados por apoyar la invasión británica, y la ciudad fortaleza de Intramuros, inicialmente poblada por 1200 familias españolas y guarnecida por 400 tropas españolas, mantuvo sus cañones apuntando a Binondo, uno de los barrios chinos más antiguos del mundo.
Tras la independencia de Nueva España (actual México), a cuya jurisdicción administrativa pertenecían las islas, fue la propia metrópoli la que se encargó directamente de la administración de Manila, reforzándose esta vez el poder administrativo de las órdenes religiosas. Las guerras de independencia hispanoamericanas inspiraron la breve revuelta de Andrés Novales, que a su vez fue apoyada por inmigrantes latinoamericanos en Filipinas. La amplia provincia manileña, llamada posteriormente de Corregimiento de Tondó, fue seccionándose y formando otras provincias. Bajo el dominio directo español, la banca, la industria y la educación florecieron más de lo que lo habían hecho durante los dos siglos anteriores.

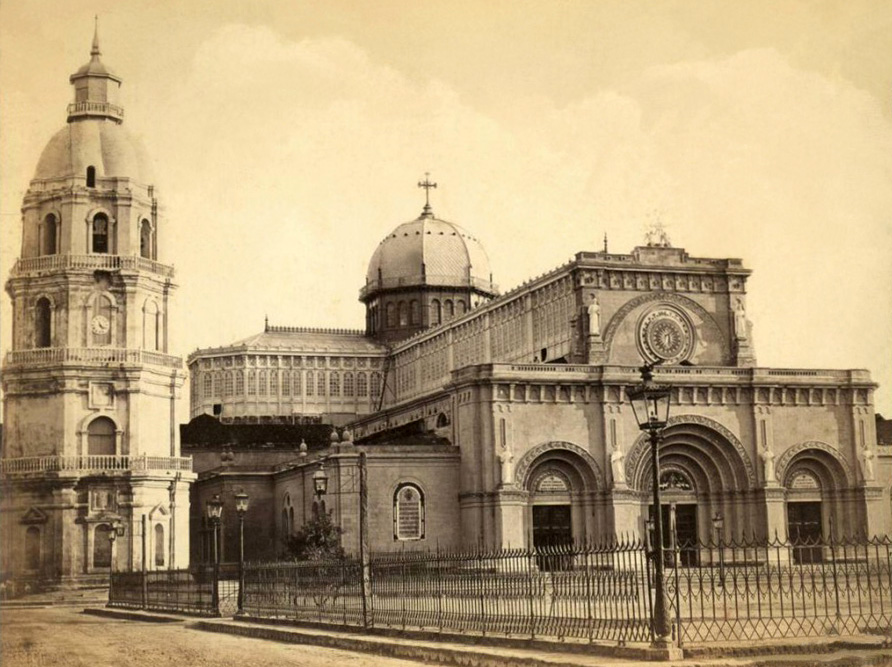
Catedral en 1880.

La capital de la capitanía española se vio enriquecida con gran cantidad de monumentos: palacios privados y públicos, amplios conventos, bellos templos. Aquí se erigió la primera universidad de Asia, llamada la Real y Pontificia de Santo Tomás. En sus aulas se formaron las primeras generaciones de ilustrados (una clase educada de criollos, mestizos y oriundos).
Las ideas liberales, traídas por los mismos elementos españoles o peninsulares, fueron rápidamente asimiladas por las clases ilustradas de mestizos y castizos. De los mismos ilustrados, de suyo anticlerical por propiciar el ateísmo, racionalismo y liberalismo en los pueblos, originó los focos de descontento contra las autoridades virreinales y especialmente contra el omnímodo poder del clero regular. Una organización secreta llamada Katipunán, provocó algunos alborotos que fueron rápidamente instrumentalizados por la oposición liberal contra el gobernador. El movimiento se extendió por otras zonas de la isla, y en 1896 provocó la Revolución filipina.

### Ocupación estadounidense

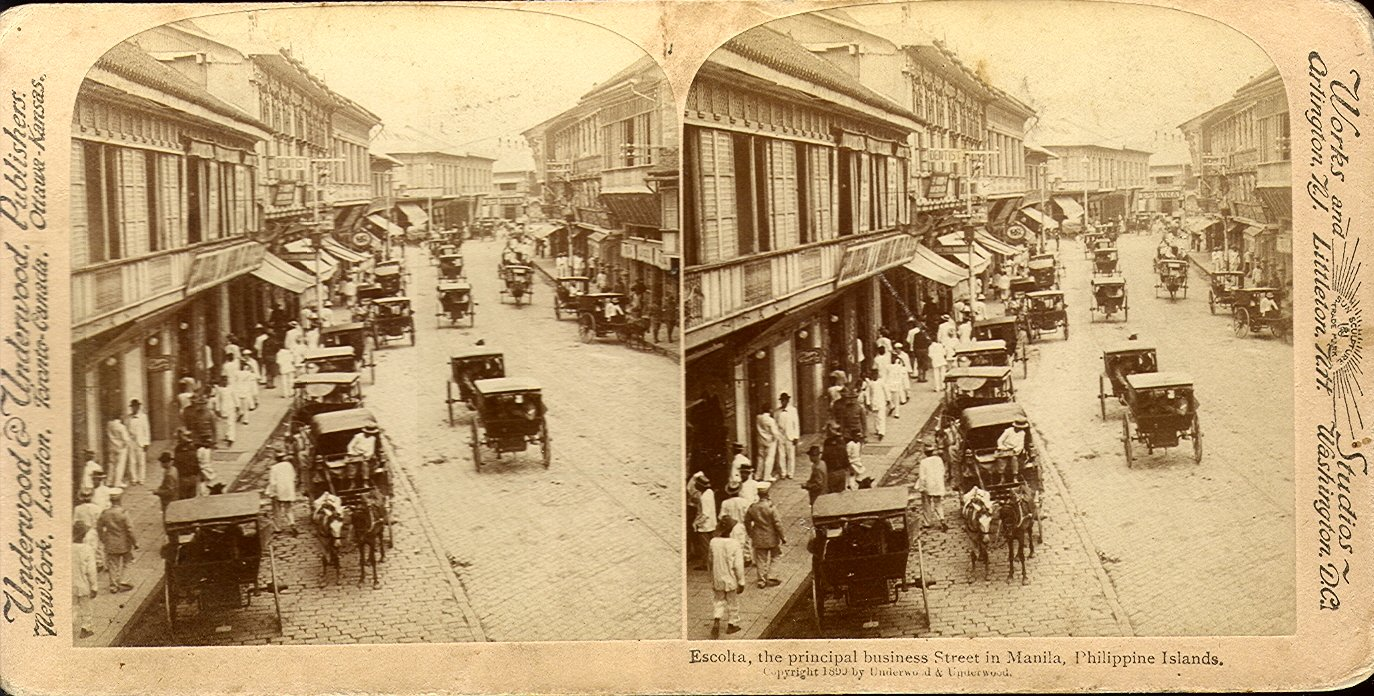
Imagen estereoscópica de Manila en 1899. Calle de la Escolta.

En agosto de 1898, durante la guerra hispano-estadounidense y tras la batalla de Cavite, el ejército de Estados Unidos tomó control de la ciudad. La escuálida y anticuada flota española había sido ampliamente derrotada en la bahía. Después de la batalla de Manila, España cedió Manila a los Estados Unidos. La Primera República de Filipinas, con sede en las cercanías de Bulacan, luchó contra los estadounidenses por el control de la ciudad. Los estadounidenses derrotaron a la Primera República Filipina y capturaron al presidente Emilio Aguinaldo, quien declaró lealtad a los Estados Unidos el 1 de abril de 1901. Tras una sangruienta guerra donde murió entre el 10%-25% de la población filipina, mayormente las clases mejor educadas, medias y altas en su mayoría favorables a la independencia.
Hasta el 31 de julio de 1901, los estadounidenses gobernaron militarmente tanto el país como la ciudad, ya capital del Protectorado, fecha en que el Ayuntamiento fue transferido a un grupo de colaboracionistas pertenecientes a la clase dirigente manileña. Bajo control estadounidense, un nuevo Gobierno insular de orientación civil, encabezado por el gobernador General William Howard Taft, invitó al urbanista Daniel Burnham a adaptar Manila a las necesidades modernas. El Plan Burnham incluyó el desarrollo de un sistema de carreteras, el uso de vías fluviales para el transporte y el embellecimiento de Manila con mejoras en los muelles y la construcción de parques, veredas y edificios.
Los edificios planificados incluyeron un centro gubernamental que ocupa todo el campo de Wallace, que se extiende desde el parque Rizal hasta la actual avenida Taft. El Capitolio filipino debía elevarse en el extremo de la avenida Taft, mirando hacia el mar. Junto con los edificios de varias oficinas y departamentos gubernamentales, formaría un cuadrángulo con una laguna en el centro y un monumento a José Rizal en el otro extremo del campo. Del propuesto centro gubernamental de Burnham, solo tres unidades -el Edificio Legislativo y los edificios de los Departamentos de Finanzas y Agricultura- se completaron cuando estalló la Segunda Guerra Mundial.

### Ocupación japonesa y la Segunda Guerra Mundial

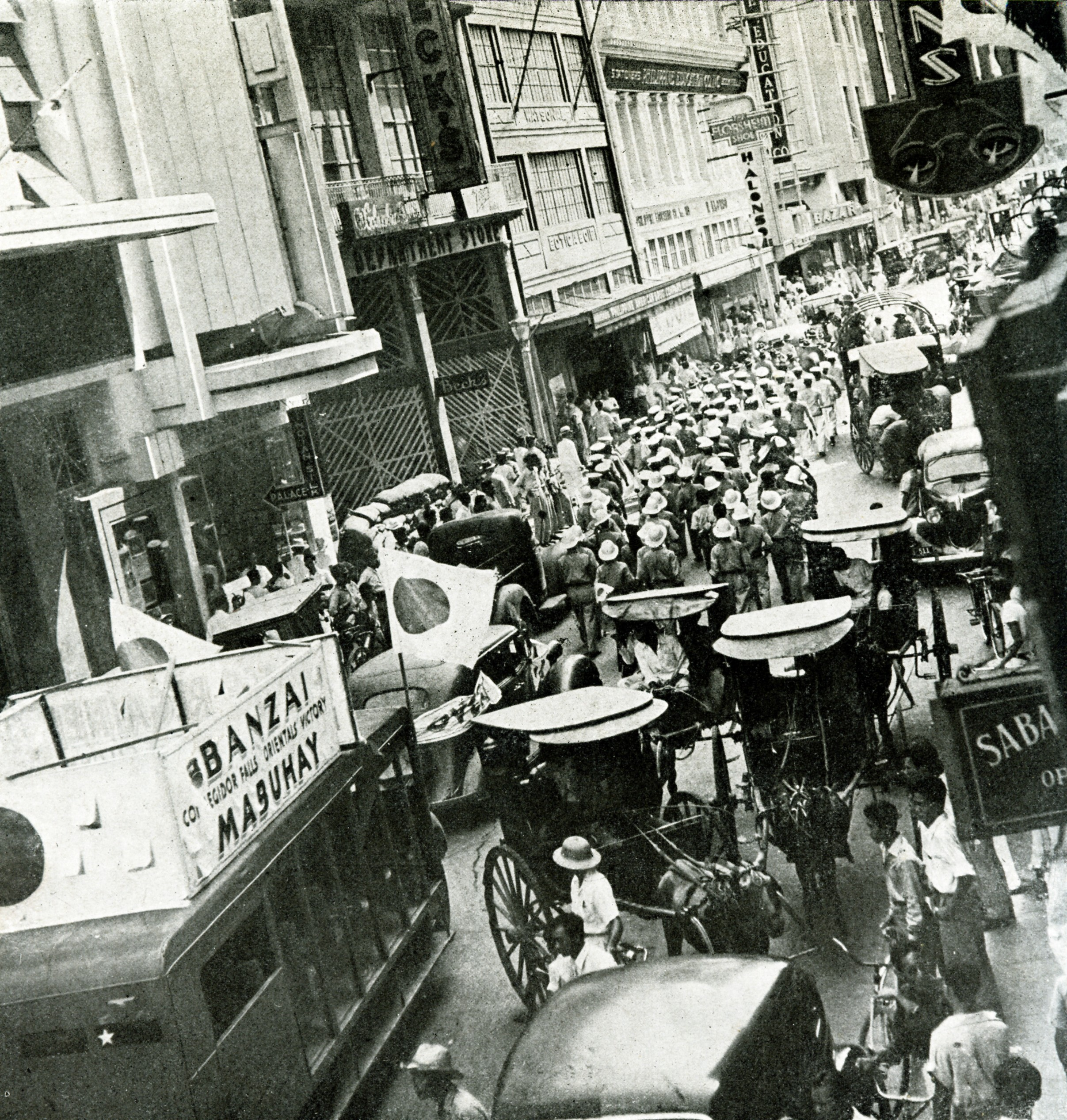
Manila tras la derrota estadounidense el 9 de mayo de 1943.

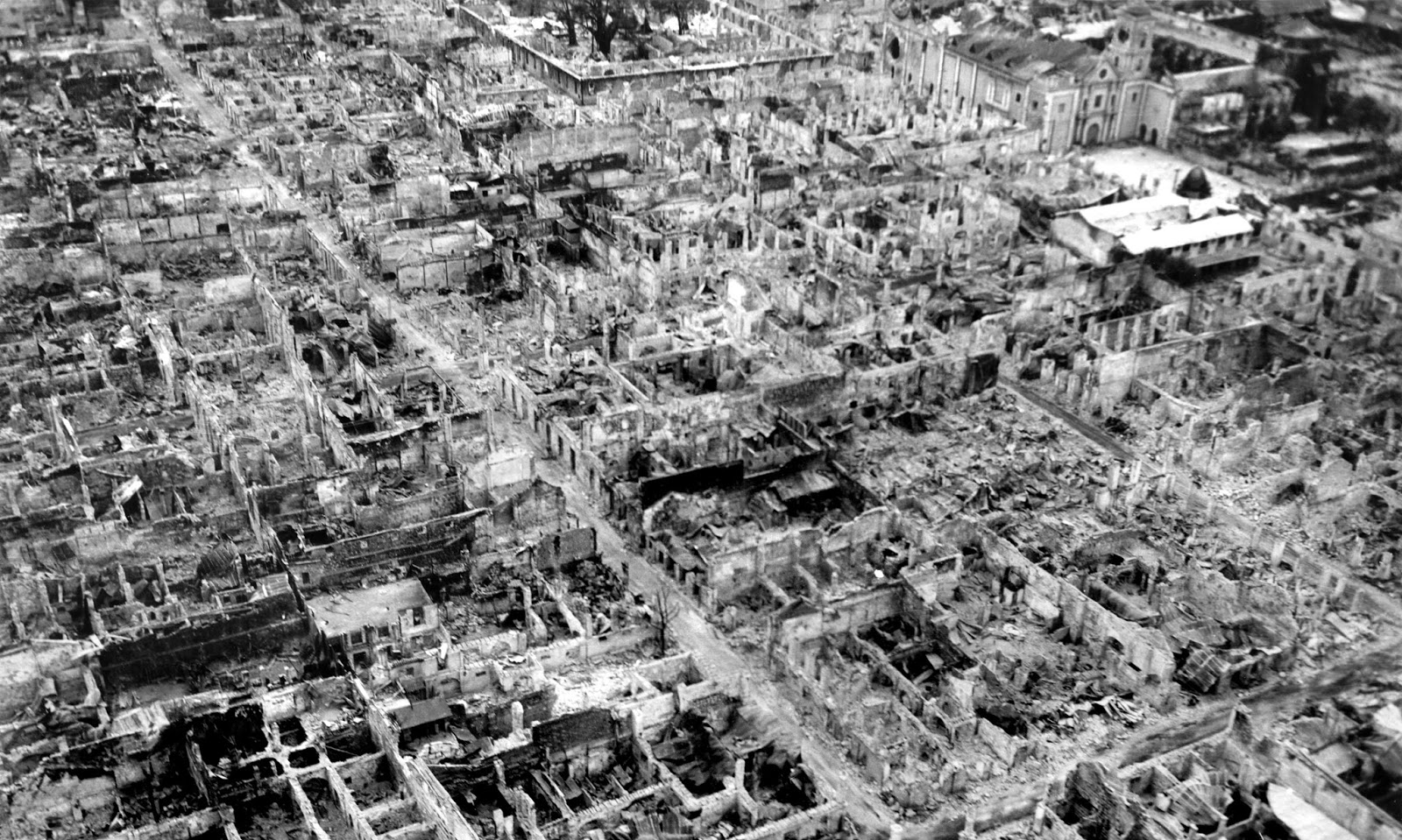
Fotografía de Intramuros, destruido por los estadounidenses durante la Segunda Guerra Mundial.

Tras el ataque a Pearl Harbor por la Marina Imperial Japonesa, que tuvo lugar el 7 de diciembre de 1941, tropas japonesas desembarcaron en Filipinas y tomaron la ciudad de Manila que, bajo la ocupación militar japonesa, se convirtió en la sede de un Gobierno colaboracionista pro-japonés.
Durante la Segunda Guerra Mundial, Manila fue la ciudad en que se dio la batalla más sangrienta del Frente asiático, en el que sufrió una hecatombe por parte de los soldados estadounidenses, quienes queriendo acabar con las tropas japonesas ocupantes no dudaron en bombardear la ciudadela virreinal de Intramuros. Por su parte, las fuerzas japonesas se dedicaron a efectuar masacres entre la indefensa población civil de la ciudad, siendo asesinadas 100.000 personas.

### Período contemporáneo
En 1948, el presidente Elpidio Quirino trasladó la sede del gobierno de Filipinas a Ciudad Quezon, una nueva capital en los suburbios y campos al noreste de Manila, creada en 1939 durante la administración del presidente Manuel L. Quezon. La medida puso fin a cualquier implementación de la intención del Plan Burnham de que el centro gubernamental esté en Luneta.
Con Arsenio Lacson nacido en Visayan como su primer alcalde elegido en 1952 (todos los alcaldes fueron nombrados antes de esto), Manila vivió una Edad de Oro, una vez más ganando su estatus como la «perla del Oriente», un apodo que obtuvo antes de la Segunda Guerra Mundial. Después del mandato de Lacson en la década de 1950, Manila fue dirigida por Antonio Villegas durante la mayor parte de la década de 1960. Ramon Bagatsing (un indio-filipino) fue alcalde durante casi todo el decenio de 1970 hasta la revolución del poder popular en 1986. Los alcaldes Lacson, Villegas y Bagatsing son conocidos colectivamente como los "Tres Grandes de Manila" por su contribución al desarrollo de la ciudad y su legado perdurable en la mejora de la calidad de vida y el bienestar de la población de Manila.
Durante la administración de Ferdinand Marcos, la región de Metro Manila se creó como una unidad integrada con la promulgación del Decreto Presidencial n.º 824 el 7 de noviembre de 1975. El área abarcaba cuatro ciudades y trece ciudades colindantes, como una unidad regional de gobierno separada. En el 405° aniversario de la fundación de la ciudad el 24 de junio de 1976, Manila fue reinstalada por Marcos como la capital de las Filipinas por su importancia histórica como la sede del gobierno desde el dominación española. El decreto presidencial n.º 940 establece que Manila siempre ha sido para el pueblo filipino y, a los ojos del mundo, la principal ciudad de Filipinas siendo centro del comercio, el comercio, la educación y la cultura. Simultáneamente con la reincorporación de Manila como capital, Ferdinand Marcos designó a su esposa, Imelda Marcos, como la primera gobernadora de Metro Manila. Ella comenzó el rejuvenecimiento de la ciudad ya que cambió la marca de Manila como la "Ciudad del Hombre".
Durante la era de la ley marcial, Manila se convirtió en un foco de actividad de resistencia cuando los manifestantes juveniles y estudiantiles se enfrentaron repetidamente con la policía y los militares, que estaban subordinados al régimen de Marcos. Después de décadas de resistencia, la revolución del poder popular no violenta (predecesora de las revoluciones pacíficas que derrocó la cortina de hierro en Europa) derrocó al autoritario Marcos del poder.

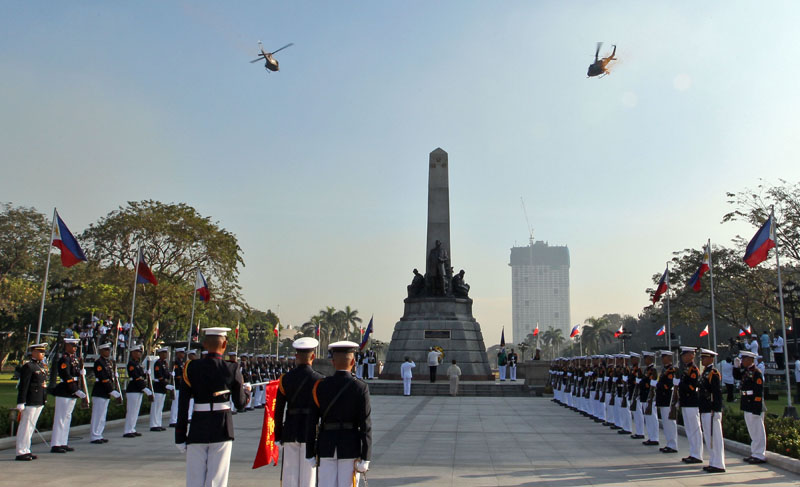
La 119ª conmemoración del Día de Rizal en el Parque Rizal con la controversial Torre de Manila al fondo.

En 1992, Alfredo Lim fue elegido alcalde, el primer chino filipino en ocupar el cargo. Era conocido por sus cruzadas contra el crimen. Lim fue sucedido por Lito Atienza, quien se desempeñó como vicealcalde. Atienza era conocido por su campaña (y el lema de la ciudad) Buhayin ang Maynila («Manila revive»), que vio el establecimiento de varios parques y la reparación y rehabilitación de las deterioradas instalaciones de la ciudad. Fue alcalde de la ciudad por 9 años antes de ser sacado fuera del cargo.
Lim una vez más se postuló para alcalde y derrotó al hijo de Atienza Ali en las elecciones municipales de 2007 e inmediatamente revirtió todos los proyectos de Atienza alegando que los proyectos de Atienza contribuyeron poco a las mejoras de la ciudad. La relación de ambas partes se volvió amarga, con los dos enfrentando nuevamente durante las elecciones municipales de 2010 en las que Lim ganó contra Atienza.

Lim fue demandado por el concejal Dennis Alcoreza en 2008 por los derechos humanos acusado de injerencia en la rehabilitación de escuelas públicas, y fue duramente criticado por su azarosa resolución del incidente de tomar rehenes en el Parque Rizal, una de las crisis de rehenes más letales en Filipinas. Más tarde, el vicealcalde Isko Moreno y 28 concejales de la ciudad presentaron otro caso contra Lim en 2012, declarando que la declaración de Lim en una reunión era "potencialmente mortal" para ellos.

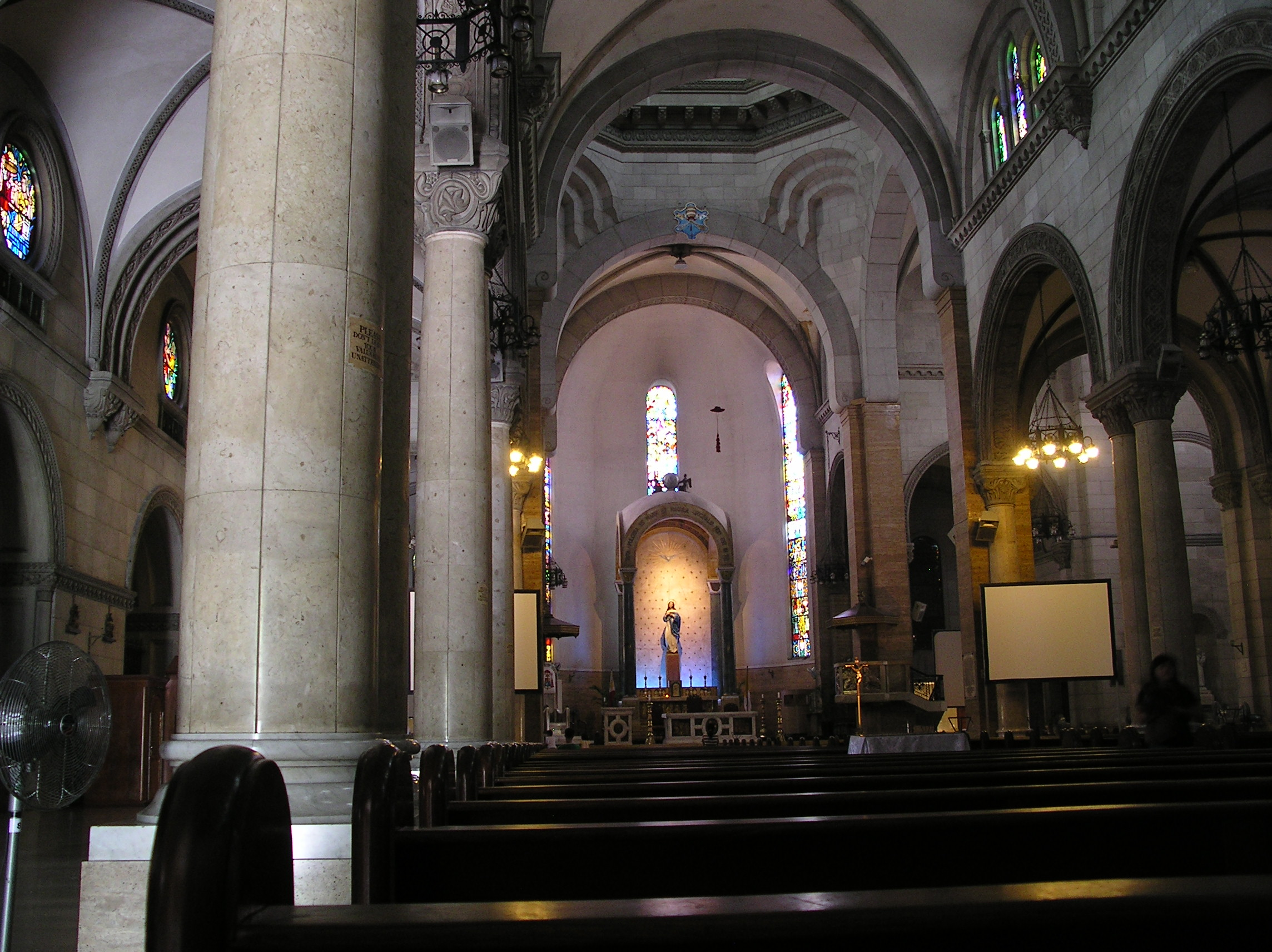
Interior de la Catedral de Manila

En 2012, DMCI Homes comenzó a construir Torre de Manila, lo que se convirtió en una controversia por arruinar la línea de visión del Parque Rizal. La torre es conocida infamemente como "Terror de Manila" o el "photobomber nacional". La controversia de la Torre de Manila es considerada como una de las cuestiones patrimoniales más sensacionalistas del país. En 2017, la Comisión Histórica Nacional de Filipinas erigió una estatua de la "mujer de confort" a lo largo del bulevar Roxas, lo que hizo que Japón expresara disconformidad por el hecho de que dicha estatua se erigiera en la ciudad a pesar de la saludable relación entre Japón y Filipinas.
En las elecciones de 2013, el expresidente Joseph Estrada derrotó a Lim en la carrera por la alcaldía. Durante su mandato, Estrada pagó más de ₱5 mil millones en deudas de la ciudad e incrementó los ingresos de la ciudad de ₱6.2 mil millones en 2012 a ₱14.6 mil millones en 2016, lo que resultó en un aumento en el gasto de infraestructura y el bienestar de la población de Manila. En 2015, la ciudad se convirtió en la ciudad más competitiva de Filipinas, convirtiendo a la ciudad en el mejor lugar para hacer negocios y vivir en el país. Sin embargo, a pesar de estos logros, Estrada solo ganó por poco a Lim en su revancha electoral en 2016.

## Geografía

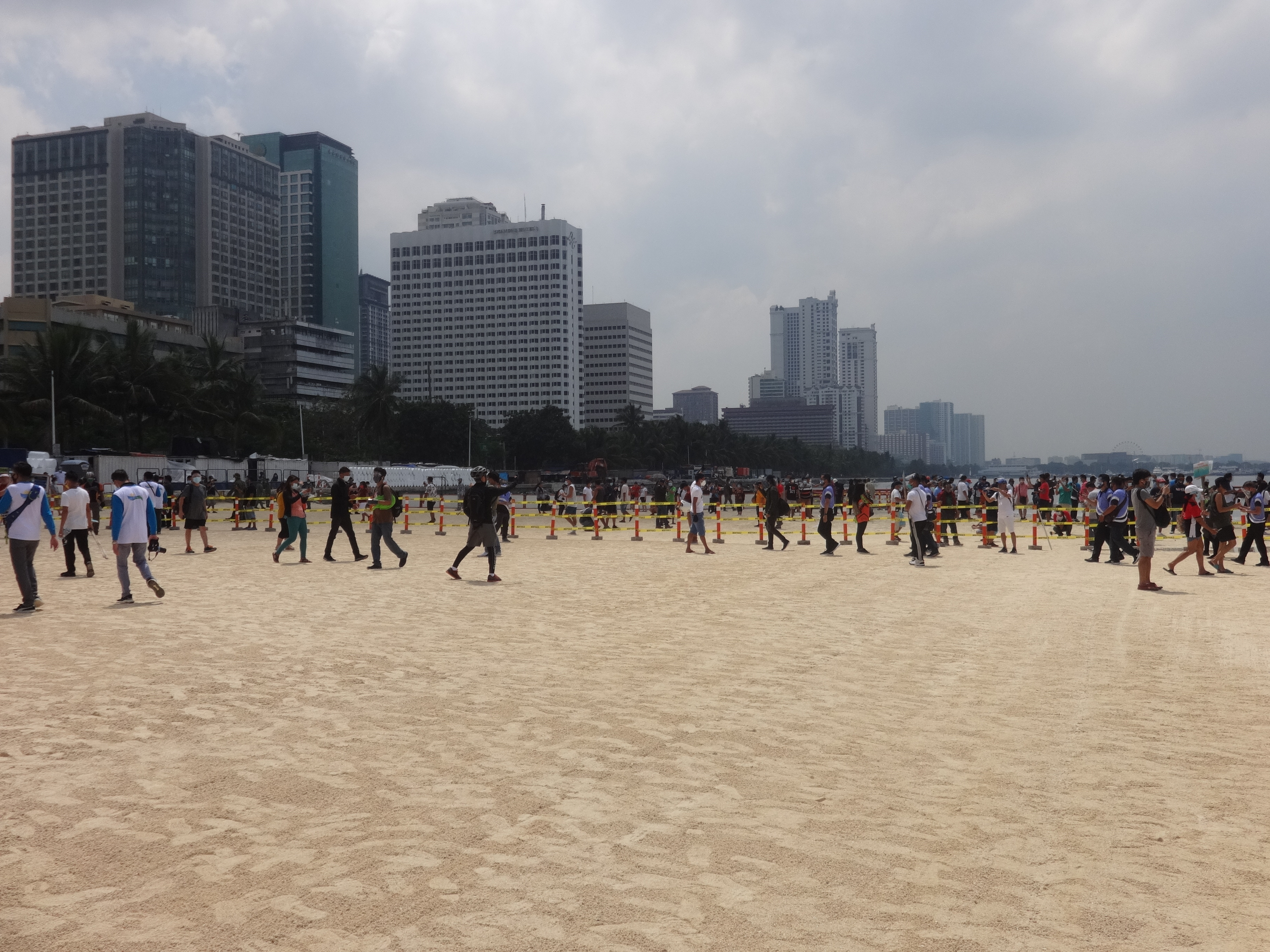
Una playa de la Bahía de Manila

La ciudad de Manila ocupa una posición única en Filipinas, tanto por ser la capital del país como por ser igualmente la capital de su área metropolitana, compuesta por varias ciudades y trece municipios.
Limita al norte con las ciudades de Navotas y Caloocan, al nordeste con Ciudad Quezon y San Juan del Monte y al sur la ciudad de Pásay. Al oeste de la ciudad se encuentra la maravillosa bahía de Manila.
Situada en la costa oriental de la vasta y profunda bahía homónima, bien protegida por la península de Bataán y cerrada su salida hacia el mar de la China por el islote de Corregidor, se extiende en la desembocadura del Pásig que la divide en dos partes. Al sur se encuentra el antiguo centro español de Intramuros, solar de la ciudad amurallada. En el norte se extienden los modernos barrios residenciales y comerciales. La zona industrial se concentra en la zona del puerto.
Destruida durante la Segunda Guerra Mundial, fue reconstruida bajo criterios urbanísticos estadounidenses. Dejó de ser una elegante ciudad de corte hispánico y europeo para convertirse en una metrópolis con largas calles rectilíneas e insulsos rascacielos, caracterizada por un tráfico caótico y ruidoso. Sus numerosos barrios superan ya los límites provinciales: El de Makati, en torno al parque Forbes, es un centro residencial muy importante. El incremento demográfico ha sido enorme: tenía 100.000 habitantes en 1890, 300.000 en 1920 y 600.000 en vísperas de Segunda Guerra Mundial.

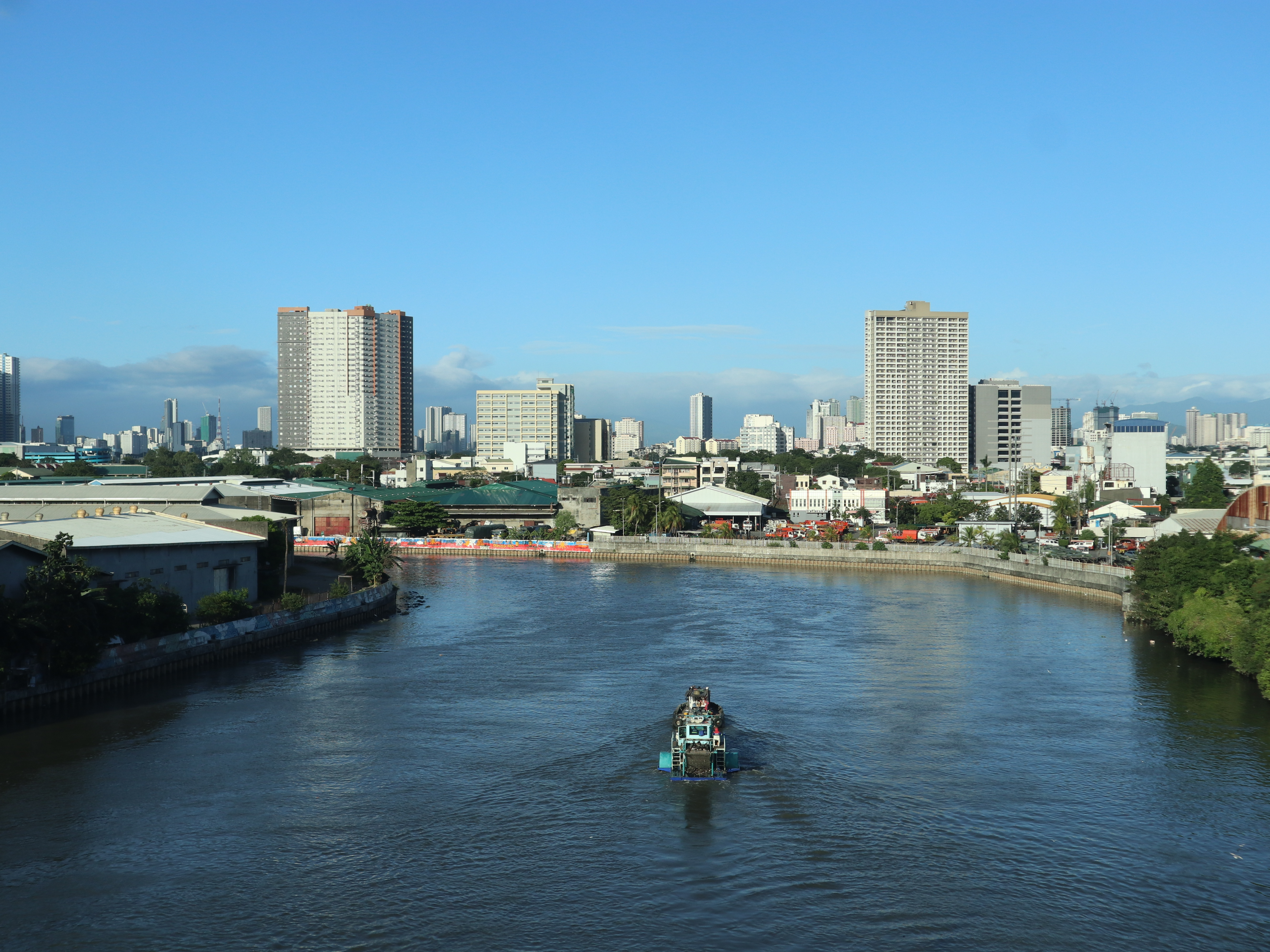
El Río Pasig a su paso por el distrito de Santa Mesa, Manila

Las iglesias barrocas de San Agustín y de Santo Domingo, con el conjunto conventual anexo, las antiguas fortificaciones españolas y los restos del Fuerte Santiago, además de algunos modernos e interesantes edificios como el Coliseo, son los principales lugares artísticos.
Manila es un importante centro cultural, sede de la Universidad de Santo Tomás y de la Academia Filipina de la Lengua Española. Posee varios museos, así como bibliotecas y un observatorio.
Un relativamente nuevo rumbo se ha tomado con la incorporación de todas las ciudades y municipios que componen el área metropolitana, en una urbe redimensionada denominada «Gran Manila».
La dirige un gobernador que gestiona sus servicios a través de diferentes escalones administrativos.
Gran Manila (llamada Metro Manila) está compuesta por las localidades de Caloocan, Manila, Navotas, Malabón, Valenzuela, Marikina, Pásay, Pásig, Mandaluyong, San Juan, Makati, Ciudad Quezon, Taguig, Parañaque, Las Piñas y Muntinlupa.

### Clima

De acuerdo con el sistema de clasificación climática de Köppen, Manila presenta un clima tropical de sabana (Köppen: Aw) que limita con el tropical monzónico (Köppen: Am). Como el resto de las Filipinas, Manila se encuentra enteramente dentro de los trópicos. Su proximidad al ecuador significa que la oscilación térmica es mínima, rara vez se baja de los 20 °C, o sube de los 38 °C. Sin embargo, los niveles de humedad frecuentemente están muy elevados lo que hace sentir mayor calor (Varía de un promedio de 71 % en marzo a un promedio de 85 % en septiembre). Cuenta con una clara aunque relativamente corta estación seca que va desde enero hasta abril, y una estación húmeda relativamente prolongada, impulsada por el monzón, que va desde mayo hasta diciembre.
El clima de la ciudad se rige principalmente por los vientos monzónicos, que provocan variaciones estacionales en las precipitaciones. El monzón del suroeste, conocido localmente como «Habagat», prevalece de mayo a octubre, con fuertes lluvias y tormentas. El monzón del noreste, o «Amihan», prevalece de noviembre a abril, y trae condiciones más frescas y secas.

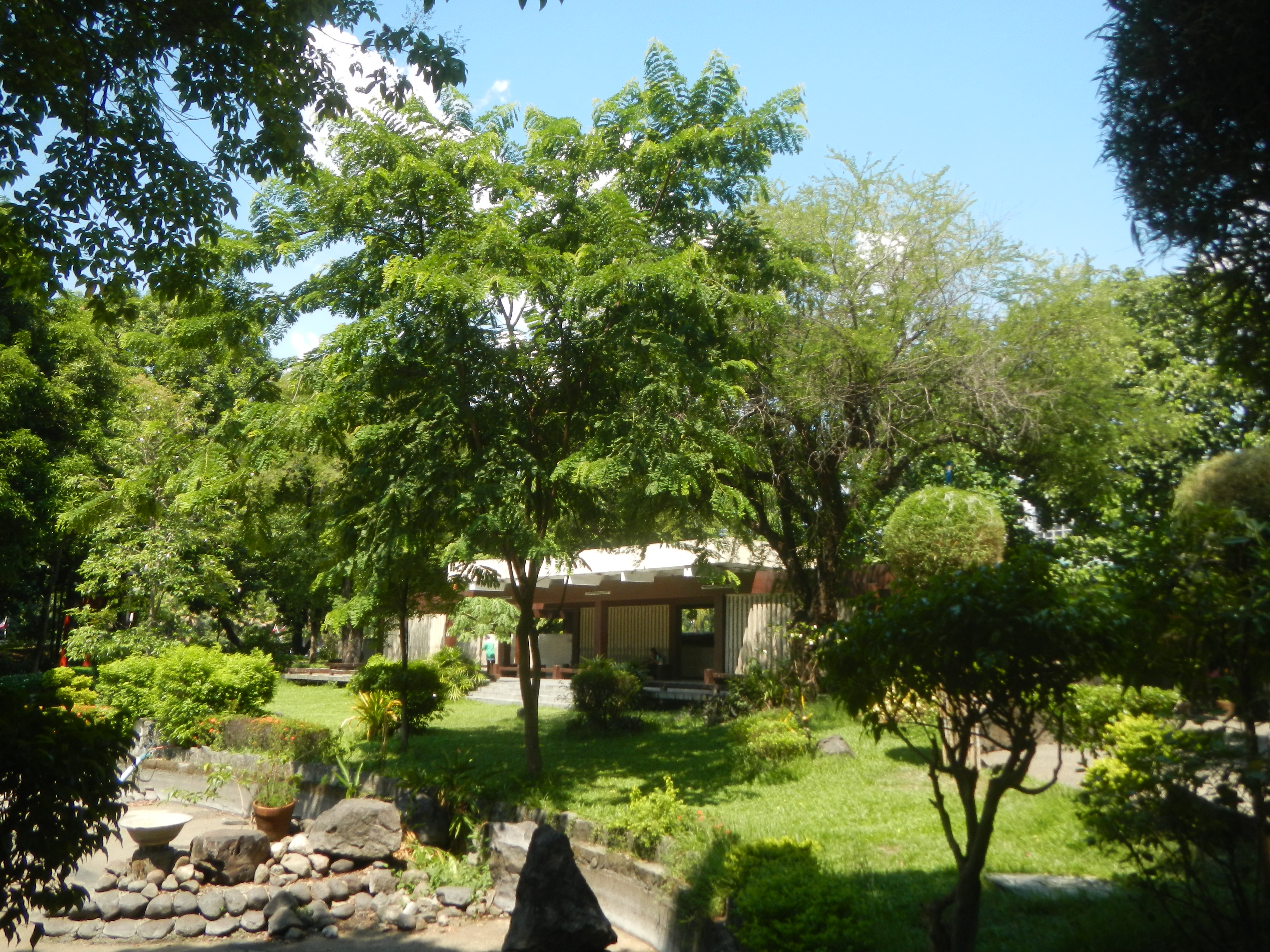
Jardín Japonés del Parque Rizal en un día soleado

La estación húmeda de Manila, que coincide con el monzón del suroeste, se caracteriza por lluvias frecuentes e intensas. La ciudad experimenta sus mayores precipitaciones durante este periodo, lo que a menudo provoca inundaciones en las zonas bajas. Las fuertes precipitaciones van acompañadas de una elevada humedad, que puede hacer que el tiempo resulte aún más caluroso y agobiante.
La estación seca, que coincide con el monzón del noreste, se caracteriza por precipitaciones significativamente menores. La ciudad experimenta sus meses más secos durante este periodo, con ligeros chubascos ocasionales. La estación seca suele considerarse la época más agradable para visitar Manila, ya que el tiempo es soleado y menos húmedo.
Manila experimenta temperaturas cálidas constantes durante todo el año, con una media diaria que oscila entre los 25 °C y los 32 °C (77 °F y 90 °F). La proximidad de la ciudad al ecuador hace que las variaciones de temperatura entre estaciones sean mínimas. Sin embargo, la elevada humedad puede hacer que la temperatura percibida sea significativamente más alta.
Manila está situada en una región propensa a los ciclones tropicales, sobre todo durante la estación húmeda. Estos ciclones pueden traer fuertes vientos, lluvias torrenciales y mareas de tempestad, que pueden causar importantes daños en la ciudad. La Administración de Servicios Atmosféricos, Geofísicos y Astronómicos de Filipinas (PAGASA) proporciona actualizaciones y avisos periódicos sobre posibles ciclones para ayudar a los residentes a prepararse para estos fenómenos.

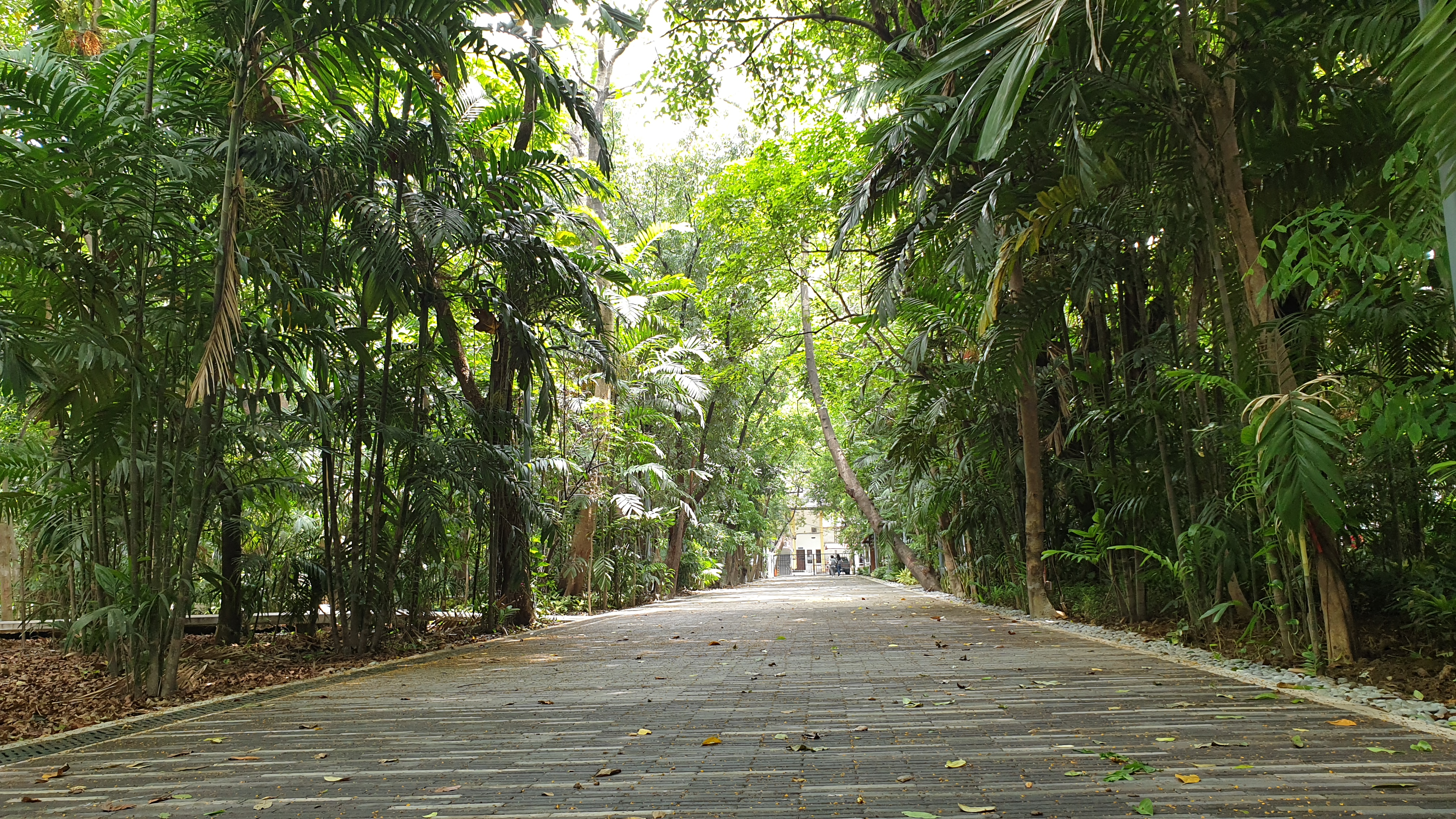
Parque Forestal Arroceros

El entorno urbano de la ciudad también influye en su clima. La concentración de edificios, superficies pavimentadas y actividad industrial crea un efecto de isla de calor urbano, donde las temperaturas en la ciudad son más altas que en las zonas rurales circundantes. Este efecto puede exacerbar los efectos de las olas de calor y contribuir a aumentar el consumo de energía para refrigeración.
Manila experimenta una elevada humedad durante todo el año, con una humedad relativa media que oscila entre el 70% y el 85%. La elevada humedad puede hacer que el tiempo resulte pegajoso e incómodo, sobre todo durante la estación húmeda. La humedad también contribuye a la formación de niebla y neblina, que pueden reducir la visibilidad.
El clima de la ciudad está influido por El Niño-Oscilación del Sur (ENOS), un patrón climático que afecta a las pautas meteorológicas en el Océano Pacífico. Los fenómenos de El Niño, que se caracterizan por temperaturas de la superficie del mar más cálidas que la media en el Pacífico central y oriental, pueden provocar condiciones más secas en Manila. Por el contrario, los fenómenos de La Niña, caracterizados por temperaturas de la superficie del mar más frías que la media, pueden dar lugar a condiciones más húmedas.

Manila está experimentando los efectos del cambio climático, con la subida del nivel del mar, la mayor frecuencia de fenómenos meteorológicos extremos y cambios en el régimen de lluvias. Estos cambios plantean importantes retos a las infraestructuras, la economía y la población de la ciudad. El gobierno está trabajando para hacer frente a estos retos mediante estrategias de adaptación y mitigación del cambio climático.

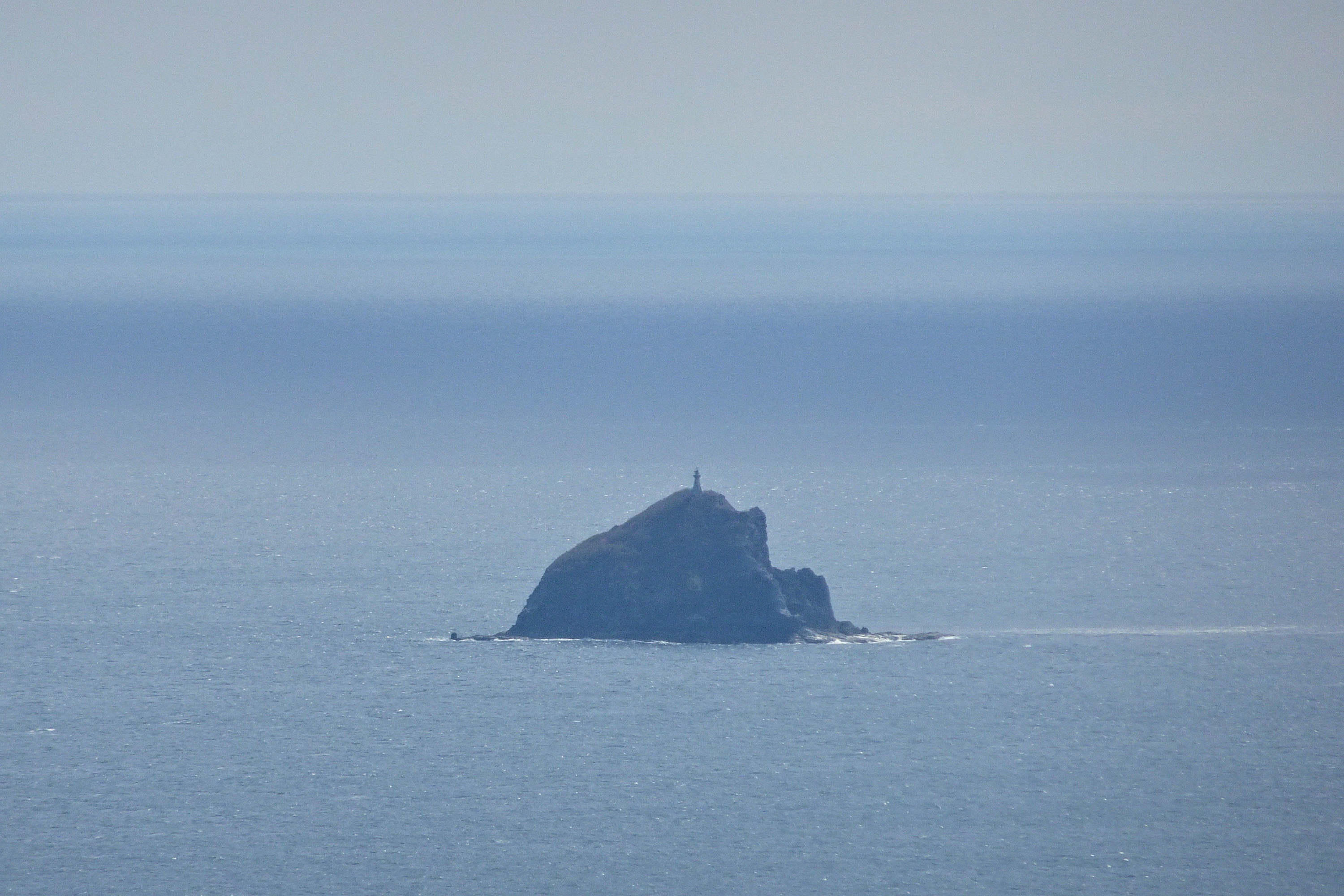
Isla La Monja en la Bahía de Manila

| Parámetros climáticos promedio de Manila, Islas Filipinas        | Parámetros climáticos promedio de Manila, Islas Filipinas | Parámetros climáticos promedio de Manila, Islas Filipinas | Parámetros climáticos promedio de Manila, Islas Filipinas | Parámetros climáticos promedio de Manila, Islas Filipinas | Parámetros climáticos promedio de Manila, Islas Filipinas | Parámetros climáticos promedio de Manila, Islas Filipinas | Parámetros climáticos promedio de Manila, Islas Filipinas | Parámetros climáticos promedio de Manila, Islas Filipinas | Parámetros climáticos promedio de Manila, Islas Filipinas | Parámetros climáticos promedio de Manila, Islas Filipinas | Parámetros climáticos promedio de Manila, Islas Filipinas | Parámetros climáticos promedio de Manila, Islas Filipinas | Parámetros climáticos promedio de Manila, Islas Filipinas |
| Mes                                                              | Ene.                                                      | Feb.                                                      | Mar.                                                      | Abr.                                                      | May.                                                      | Jun.                                                      | Jul.                                                      | Ago.                                                      | Sep.                                                      | Oct.                                                      | Nov.                                                      | Dic.                                                      | Anual                                                     |
| ---------------------------------------------------------------- | --------------------------------------------------------- | --------------------------------------------------------- | --------------------------------------------------------- | --------------------------------------------------------- | --------------------------------------------------------- | --------------------------------------------------------- | --------------------------------------------------------- | --------------------------------------------------------- | --------------------------------------------------------- | --------------------------------------------------------- | --------------------------------------------------------- | --------------------------------------------------------- | --------------------------------------------------------- |
| Temp. máx. abs. (°C)                                             | 35                                                        | 35                                                        | 36                                                        | 37                                                        | 38                                                        | 38                                                        | 38                                                        | 36                                                        | 35                                                        | 35                                                        | 35                                                        | 34                                                        | 38                                                        |
| Temp. máx. media (°C)                                            | 30.2                                                      | 31.1                                                      | 32.8                                                      | 34.3                                                      | 34.2                                                      | 32.4                                                      | 31.3                                                      | 30.8                                                      | 31.1                                                      | 31.2                                                      | 31.0                                                      | 30.3                                                      | 31.7                                                      |
| Temp. media (°C)                                                 | 25.6                                                      | 26.1                                                      | 27.6                                                      | 29.1                                                      | 29.5                                                      | 28.4                                                      | 27.7                                                      | 27.4                                                      | 27.6                                                      | 27.3                                                      | 26.9                                                      | 26.0                                                      | 27.4                                                      |
| Temp. mín. media (°C)                                            | 20.9                                                      | 21.1                                                      | 22.5                                                      | 24.0                                                      | 24.8                                                      | 24.4                                                      | 24.1                                                      | 24.0                                                      | 24.0                                                      | 23.5                                                      | 22.8                                                      | 21.6                                                      | 23.1                                                      |
| Temp. mín. abs. (°C)                                             | 14                                                        | 14                                                        | 16                                                        | 16                                                        | 17                                                        | 20                                                        | 22                                                        | 21                                                        | 21                                                        | 21                                                        | 19                                                        | 17                                                        | 14                                                        |
| Precipitación total (mm)                                         | 6.3                                                       | 3.3                                                       | 7.1                                                       | 9.3                                                       | 113.4                                                     | 272.7                                                     | 341.2                                                     | 398.3                                                     | 326.0                                                     | 230.0                                                     | 120.4                                                     | 48.8                                                      | 1876.8                                                    |
| Días de lluvias (≥ 1 mm)                                         | 1.0                                                       | 1.0                                                       | 1.0                                                       | 1.0                                                       | 7.0                                                       | 14.0                                                      | 16.0                                                      | 19.0                                                      | 17.0                                                      | 13.0                                                      | 9.0                                                       | 5.0                                                       | 104                                                       |
| Horas de sol                                                     | 186.0                                                     | 197.8                                                     | 217.0                                                     | 270.0                                                     | 217.0                                                     | 150.0                                                     | 124.0                                                     | 124.0                                                     | 120.0                                                     | 155.0                                                     | 150.0                                                     | 155.0                                                     | 2065.8                                                    |
| Fuente n.º 1: Hong Kong Observatory                              |                                                           |                                                           |                                                           |                                                           |                                                           |                                                           |                                                           |                                                           |                                                           |                                                           |                                                           |                                                           |                                                           |
| Fuente n.º 2: BBC Weather (Temperaturas extremas y horas de sol) |                                                           |                                                           |                                                           |                                                           |                                                           |                                                           |                                                           |                                                           |                                                           |                                                           |                                                           |                                                           |                                                           |

### Topografía
El terreno de la ciudad es relativamente llano, con variaciones mínimas de altitud. Esta llanura ha facilitado la expansión urbana y el desarrollo de infraestructuras, pero también hace que Manila sea vulnerable a las inundaciones, sobre todo durante las fuertes lluvias monzónicas y los tifones. La falta de elevación natural también contribuye al efecto de isla de calor urbano de la ciudad, donde las temperaturas tienden a ser más altas que en las zonas rurales circundantes.
Manila está dividida por el río Pasig, que fluye hacia el oeste y desemboca en la bahía de Manila. Este río, junto con sus afluentes, forma una red de vías fluviales que históricamente han desempeñado un papel vital en el transporte y el comercio. Sin embargo, el río también ha sido objeto de contaminación y sedimentación, lo que ha afectado a su equilibrio ecológico y a su navegabilidad.
Las zonas costeras de Manila se caracterizan por la recuperación de tierras o tierras ganadas al mar, lo que ha ampliado el litoral de la ciudad y ha proporcionado espacio adicional para el desarrollo. La propia bahía de Manila es un puerto natural, que ofrece ventajas estratégicas para el comercio marítimo. Sin embargo, la bahía también es susceptible a las mareas de tempestad y a la subida del nivel del mar, lo que supone un riesgo para las comunidades e infraestructuras costeras.
La topografía de la ciudad también incluye zonas elevadas, sobre todo en los distritos norte y este. Estas zonas ofrecen cierto alivio frente a las inundaciones y proporcionan miradores desde los que contemplar la ciudad. Sin embargo, la topografía general sigue siendo predominantemente baja, con gran parte de la ciudad situada al nivel del mar o cerca de él.
El desarrollo urbano de Manila ha alterado considerablemente su topografía natural. La construcción de edificios, carreteras y otras infraestructuras ha modificado el paisaje, creando un entorno urbano denso y complejo. La topografía de la ciudad también se ha visto afectada por actividades humanas como la recuperación de tierras, el dragado y la deforestación.

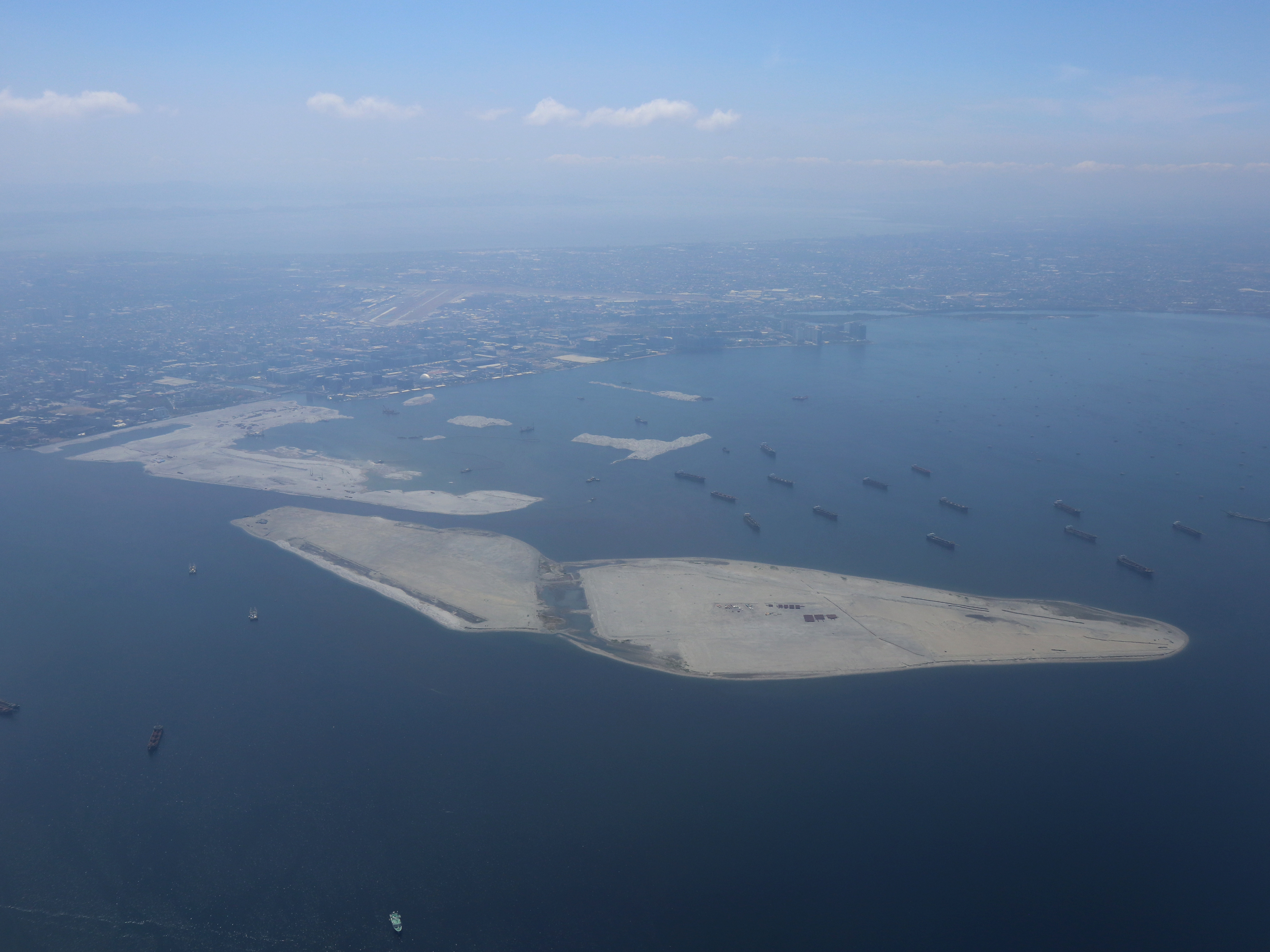
Tierras ganadas al Mar en Manila

La topografía baja de Manila la hace especialmente vulnerable a los efectos del cambio climático. La subida del nivel del mar, el aumento de la frecuencia e intensidad de los tifones y el incremento de las precipitaciones extremas amenazan seriamente las infraestructuras, la economía y la población de la ciudad.
La topografía de la ciudad también influye en sus patrones de drenaje y gestión del agua. Manila tiene un clima tropical monzónico con estaciones húmedas y secas bien diferenciadas. Durante la estación húmeda, las fuertes lluvias pueden desbordar los sistemas de drenaje de la ciudad y provocar inundaciones generalizadas. La ciudad ha puesto en marcha varias medidas de control de las inundaciones, pero sigue habiendo problemas para gestionar la escorrentía de las aguas pluviales y proteger las zonas vulnerables.
La topografía de Manila también influye en su microclima urbano. El denso entorno urbano de la ciudad, combinado con su terreno bajo, contribuye al efecto isla de calor urbano. Este efecto puede provocar temperaturas más elevadas, un aumento de la contaminación atmosférica y un mayor consumo de energía para refrigeración.
El continuo desarrollo de Manila sigue moldeando su topografía. Los nuevos proyectos de construcción, las mejoras de las infraestructuras y las iniciativas de planificación urbana contribuyen a la evolución del paisaje de la ciudad. La topografía de la ciudad sigue siendo parte integrante de su entorno urbano e influye en su desarrollo y carácter.

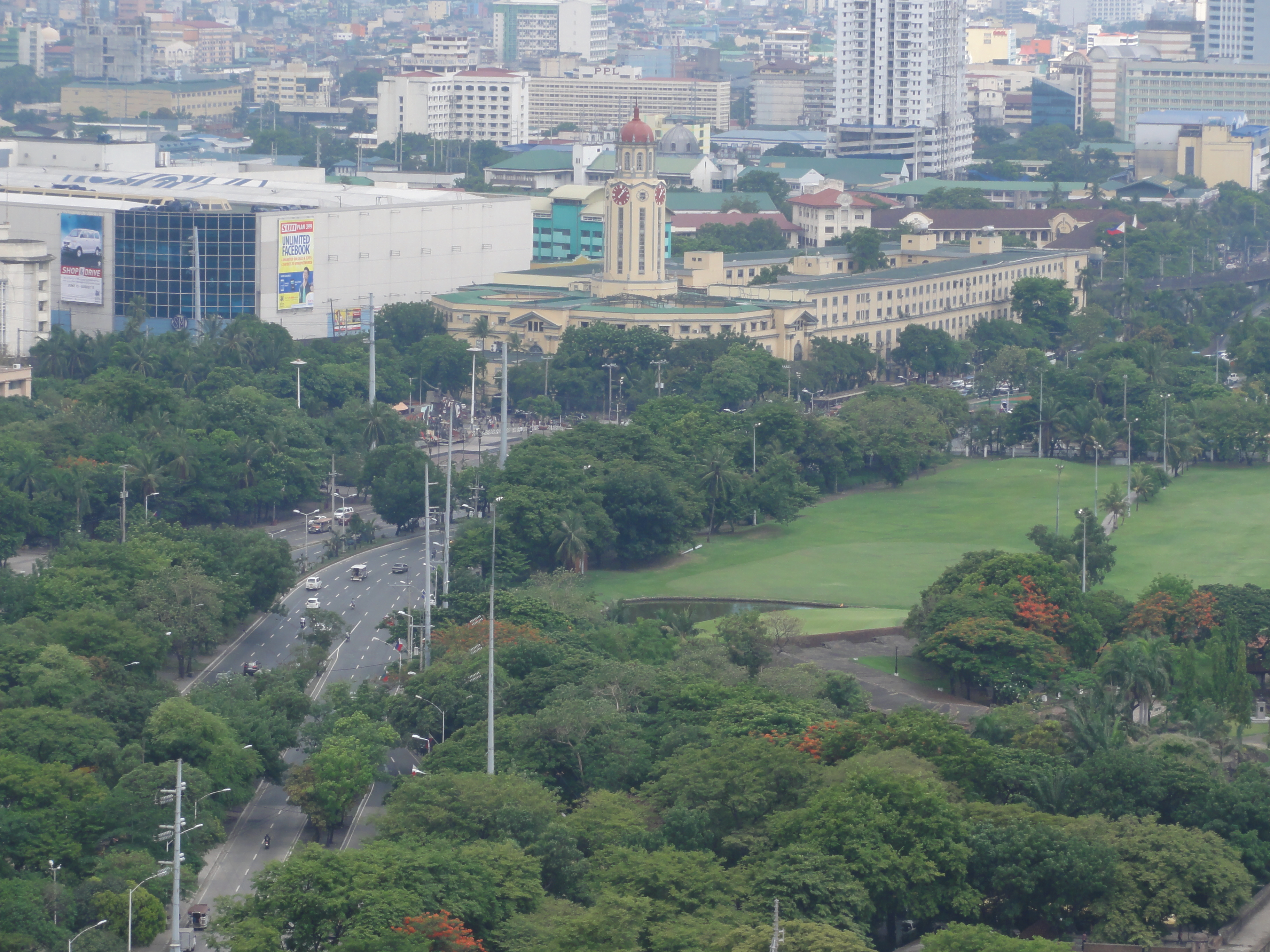
Área boscosa de Ermita, Manila

### Espacios Verdes
Metro Manila está situada en una variedad de ecosistemas que incluyen bosques de tierras altas, manglares, marismas, playas arenosas, praderas de pastos marinos y arrecifes de coral. Metro Manila alberga parques urbanos, parques naturales, plazas, reservas naturales y un arboreto. Sin embargo, según el Índice de Ciudades Verdes de Asia, en 2007 Manila sólo contaba con una media de 4,5 metros cuadrados de zonas verdes por persona, muy por debajo de la media del índice de 39 metros cuadrados e inferior al mínimo recomendado por la Organización Mundial de la Salud (OMS) de 9 metros cuadrados por persona.
El Parque Forestal de Arroceros es un parque natural de 2,2 hectáreas situado en pleno centro de Manila, en la orilla sur del río Pasig. Considerado como el «último pulmón de Manila», el parque se planificó profesionalmente en 1993 con su bosque de crecimiento secundario de 61 variedades diferentes de árboles autóctonos y 8.000 plantas ornamentales que proporcionan un hábitat para unas 10 especies diferentes de aves.

### Flora y Fauna
La vegetación de la ciudad se caracteriza principalmente por especies introducidas, mientras que la flora autóctona se limita en gran medida a los espacios verdes que quedan y a las zonas protegidas. Entre los árboles urbanos más comunes figuran la omnipresente acacia, conocida por su sombra, y la robusta narra, el árbol nacional de Filipinas. Estos árboles proporcionan un respiro muy necesario del calor de la ciudad y contribuyen a purificar el aire.

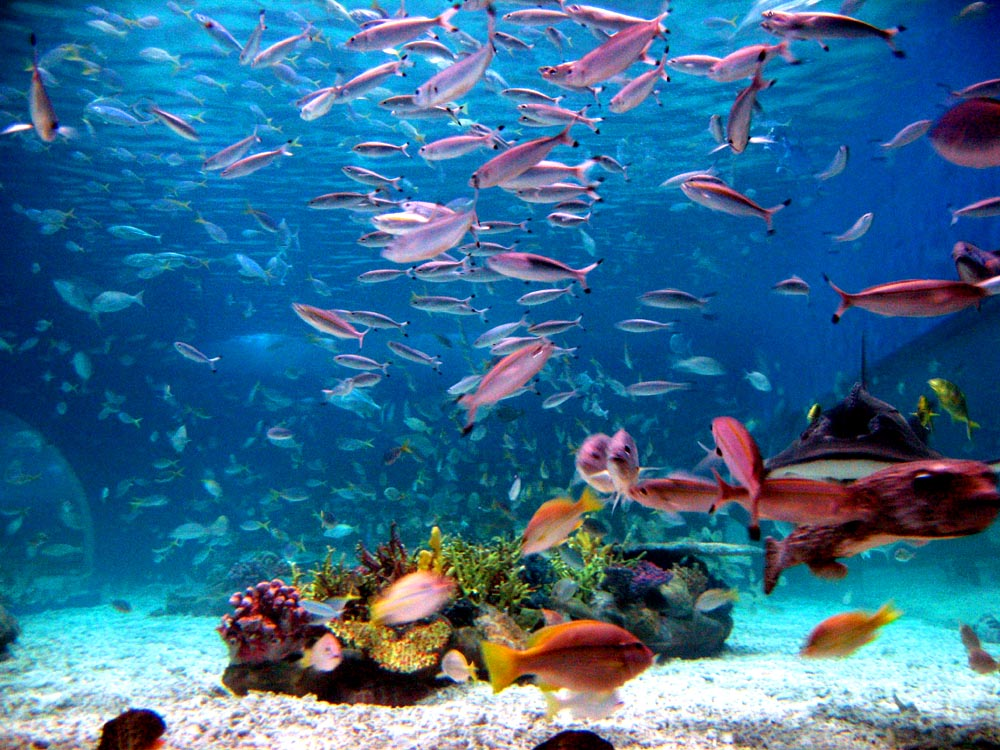
Parque oceánico de Manila

Los parques y jardines de Manila, como el Jardín Zoológico y Botánico de Manila, sirven de refugio a diversas especies vegetales. Estos espacios exhiben una mezcla de plantas ornamentales, arbustos en flor e incluso algunos árboles frutales. La presencia de estos espacios verdes es crucial para mantener la biodiversidad en la ciudad.
El río Pasig, que atraviesa Manila, ha sido históricamente una vía fluvial vital. Sin embargo, la contaminación ha afectado gravemente a su vida acuática. A pesar de estos problemas, algunas especies de peces, como la tilapia, se han adaptado a las condiciones del río. Se están realizando esfuerzos para rehabilitar el río Pasig con el fin de restablecer su equilibrio ecológico.
La bahía de Manila, límite costero de la ciudad, alberga una gran variedad de vida marina. Aunque la contaminación y la sobrepesca han hecho estragos, aún se pueden encontrar en la bahía algunas especies de peces, crustáceos y moluscos. La bahía también sirve de hábitat a las aves migratorias, sobre todo durante los meses de invierno.
La fauna urbana de Manila se compone principalmente de especies adaptables que pueden prosperar en entornos dominados por el hombre. Son comunes los gorriones, las palomas y las ratas. Estos animales han aprendido a coexistir con el hombre y encuentran comida y refugio en los recovecos de la ciudad.

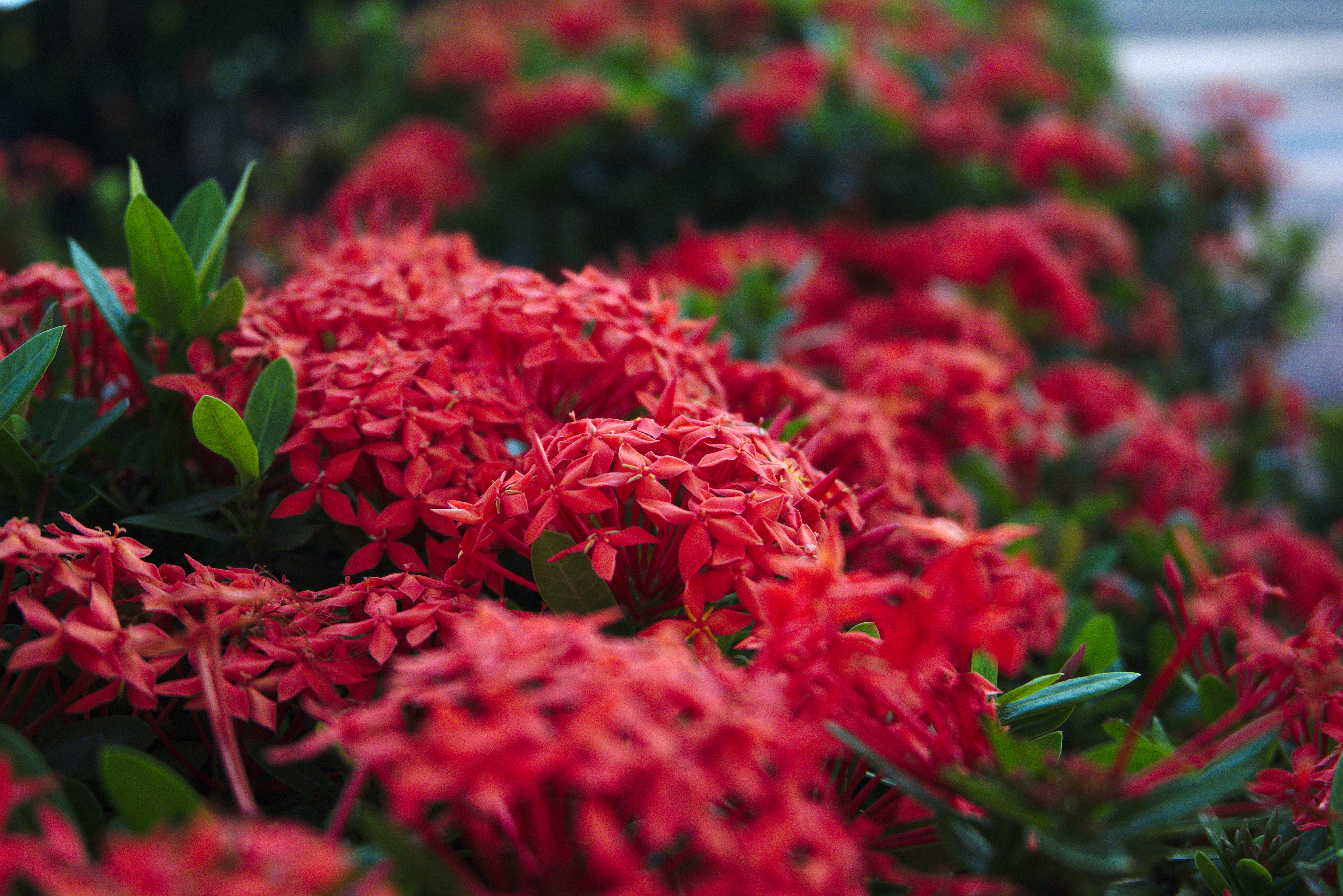
Flores en el Parque Rizal

Los numerosos parques y zonas verdes de la ciudad sirven de hábitat a diversas especies de aves. Además de las omnipresentes palomas y gorriones, también se pueden observar aves mayas, conocidas por su melodioso piar. Estos espacios verdes ofrecen refugio y fuentes de alimento a estos habitantes aviares.
Los insectos, como mariposas, abejas y libélulas, desempeñan un papel importante en el ecosistema urbano de Manila. Contribuyen a la polinización y ayudan a mantener el equilibrio de la flora de la ciudad. Sin embargo, el uso de pesticidas y la pérdida de hábitat han afectado negativamente a las poblaciones de insectos.
Los reptiles, como las salamanquesas y los eslizones, son comunes en el entorno urbano de Manila. Estas criaturas adaptables pueden encontrarse en jardines, parques e incluso dentro de los edificios. Desempeñan un papel importante en el control de las poblaciones de insectos.

A pesar de los retos que plantea la urbanización, la flora y la fauna de Manila han demostrado una notable capacidad de adaptación y persistencia. Los espacios verdes que quedan en la ciudad, combinados con los esfuerzos de conservación en curso, ofrecen esperanzas para la preservación de la biodiversidad en esta bulliciosa metrópolis.

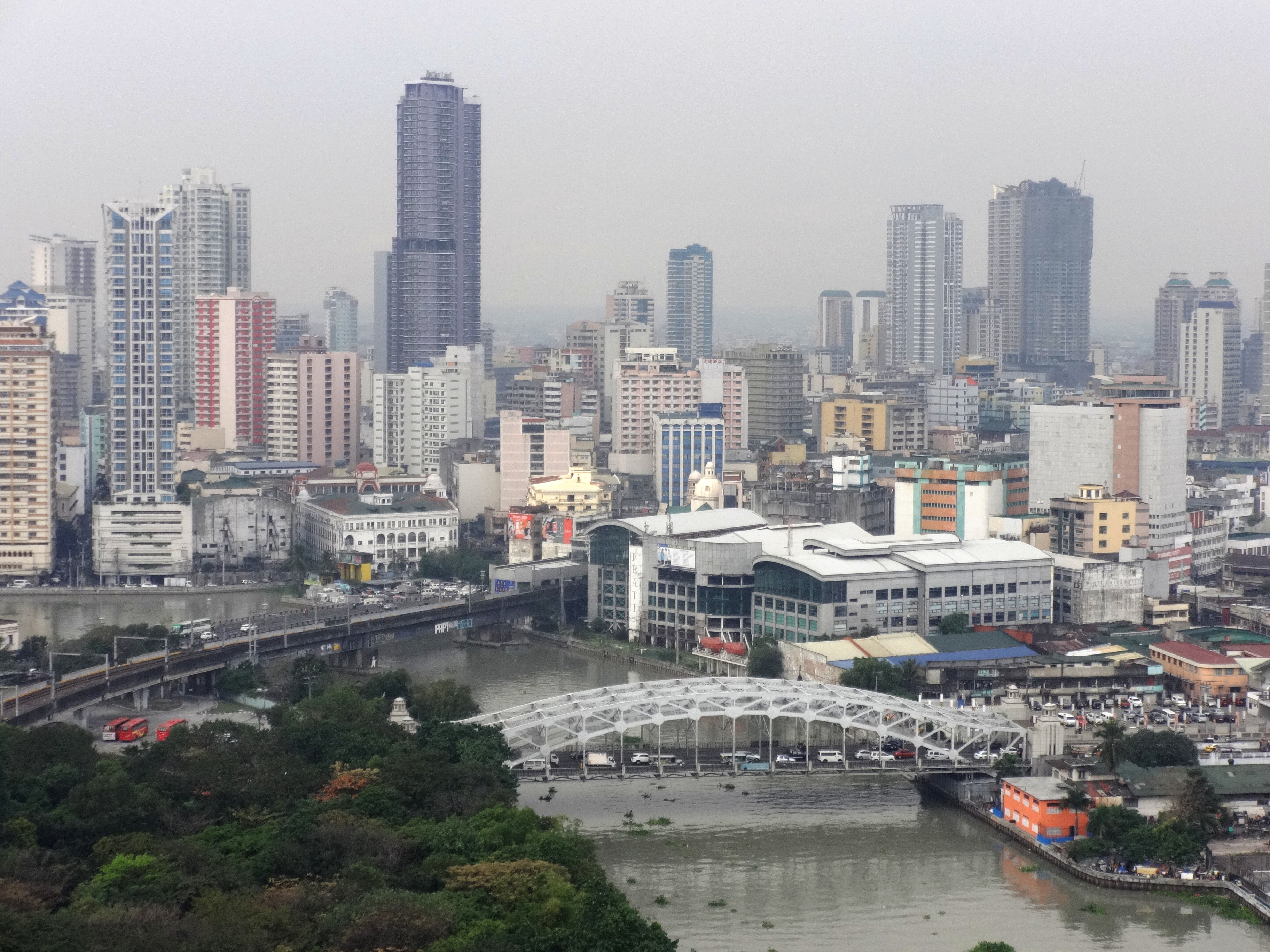
Contaminación del Aire en el área de Quiapo-Binondo

### Contaminación
La contaminación del aire en Manila se debe a los residuos industriales y a los automóviles. La empresa suiza IQAir informó en diciembre de 2020 de que Manila registraba una concentración media de PM2,5 de 6,1×10-6 g/m3 (1,03×10-8 lb/cu yd), lo que se clasifica como «Bueno» según las recomendaciones de la Organización Mundial de la Salud.
Según un informe de 2003, el río Pasig es uno de los más contaminados del mundo, en el que se vierten diariamente 150 toneladas métricas (150 toneladas largas; 170 toneladas cortas) de residuos domésticos y 75 toneladas métricas (74 toneladas largas; 83 toneladas cortas) de residuos industriales. La ciudad es la segunda metrópolis del país en producción de residuos, con 1.151,79 toneladas (7.500,07 metros cúbicos) al día, después de la Ciudad de Quezon, que produce 1.386,84 toneladas (12.730,59 metros cúbicos) al día. Ambas ciudades fueron citadas por su mala gestión en la recogida y eliminación de basuras.
Los esfuerzos de rehabilitación han dado como resultado la creación de parques a lo largo de la ribera y controles de contaminación más estrictos. En 2019, el Departamento de Medio Ambiente y Recursos Naturales lanzó un programa de rehabilitación para la bahía de Manila que será administrado por diferentes agencias gubernamentales.

## Distritos

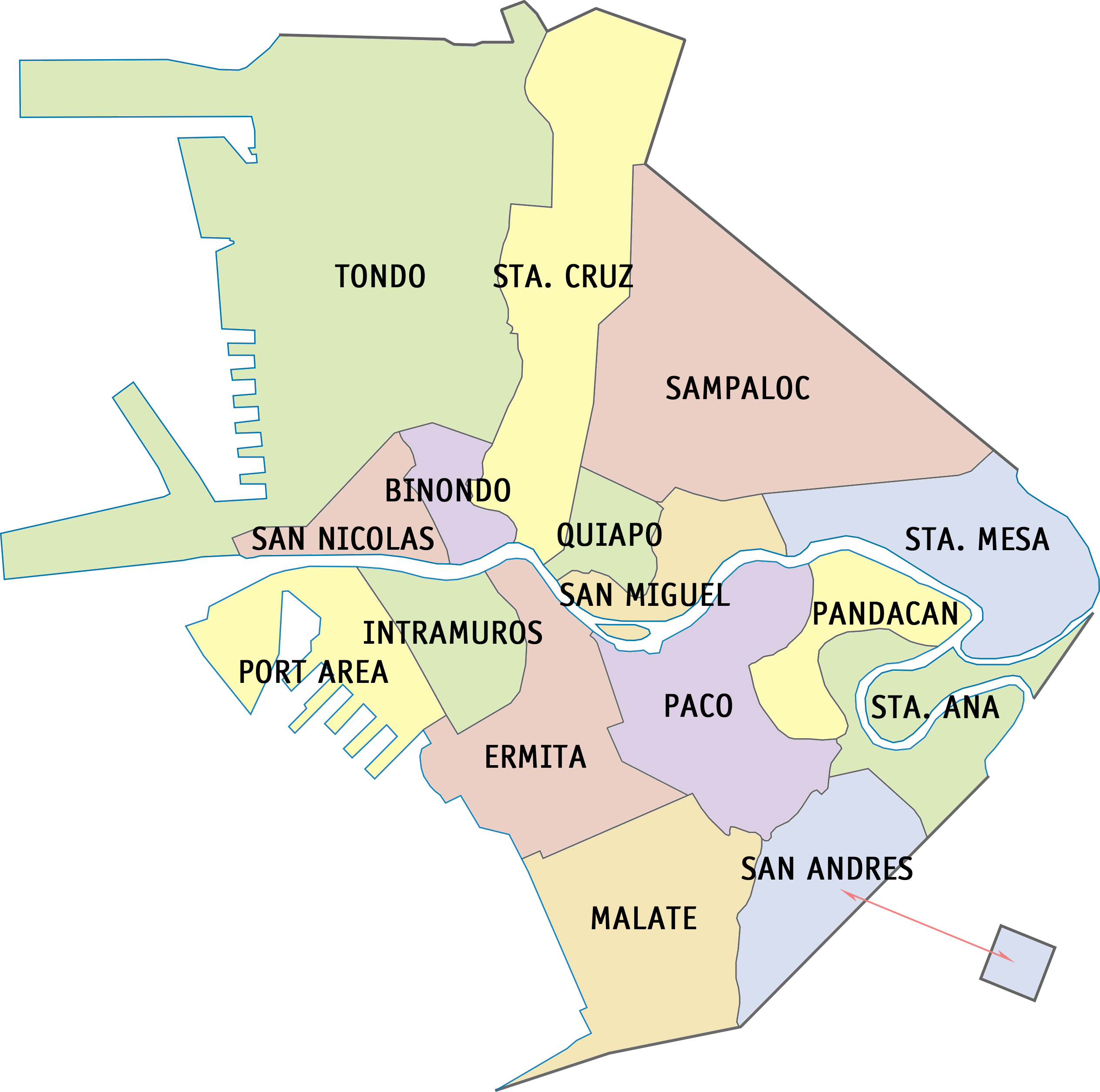
Distritos de Manila

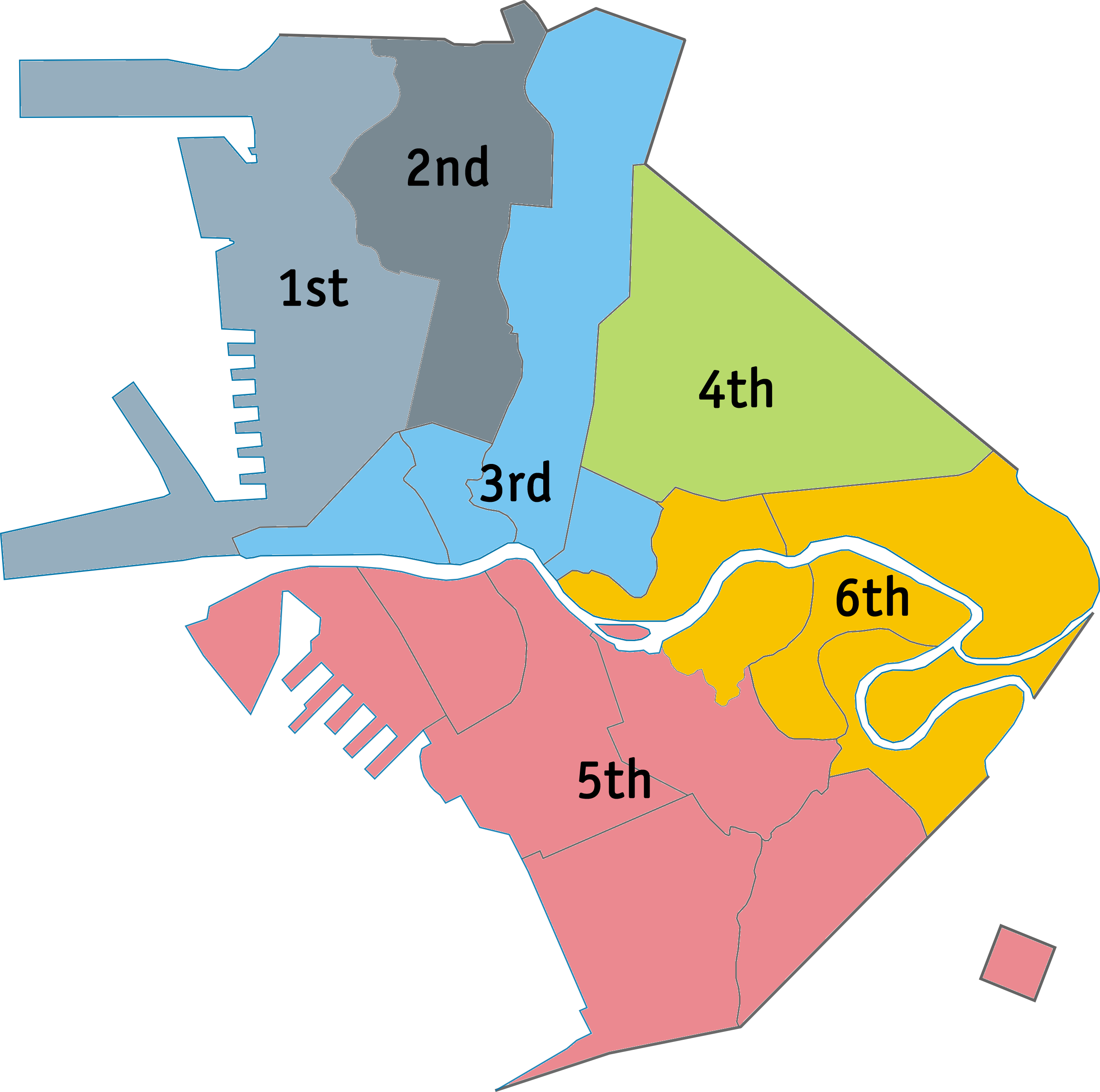
Distritos electorales de Manila.

La ciudad de Manila se divide en dieciséis distritos administrativos oficialmente definidos, que agrupan 897 barangays o barrios, conocidos por números secuenciales en vez de nombres.
Estos distritos solo existen a los efectos administrativos y carecen de cargos electos. Cada distrito se divide geográficamente en «zonas», oficialmente definidas, que son grupos de dos o más barangays.

Plano de la ciudad de Manila

| Distrito         | N.º de barrios | Población (2010 censo) | Área (has.) | Densidad de población (hab/km²) |
| ---------------- | -------------- | ---------------------- | ----------- | ------------------------------- |
| Binondo          | 10             | 12,985                 | 66.11       | 19,641.5                        |
| Ermita           | 13             | 7,143                  | 158.91      | 4,495.0                         |
| Intramuros       | 5              | 4,925                  | 67.26       | 7,322.3                         |
| Malate           | 57             | 77,513                 | 259.58      | 29,860.9                        |
| Paco             | 43             | 70,978                 | 278.69      | 25,468.4                        |
| Pandácan         | 38             | 73,895                 | 166.00      | 44,515.1                        |
| Puerto de Manila | 5              | 57,405                 | 315.28      | 18,207.6                        |
| Quiapo           | 16             | 24,886                 | 84.69       | 29,384.8                        |
| Sampaloc         | 192            | 241,528                | 513.71      | 47,016.4                        |
| San Andrés Bukid | 65             | 115,942                | 168.02      | 69,004.9                        |
| San Miguel       | 12             | 15,992                 | 91.37       | 17,502.5                        |
| San Nicolás      | 15             | 44,241                 | 163.85      | 27,000.9                        |
| Santa Ana        | 34             | 60,952                 | 169.42      | 35,976.9                        |
| Santa Cruz       | 82             | 115,747                | 309.01      | 37,457.4                        |
| Santa Mesa       | 51             | 99,933                 | 261.01      | 38,287.0                        |
| Tondó            | 259            | 628,106                | 865.13      | 72,602.5                        |

## Distritos electorales
Además de la división de los dieciséis distritos geográficos, la ciudad se divide en los seis distritos legislativos que sirven como distritos electorales para la elección de los representantes de la ciudad a la Cámara Baja del Congreso de Filipinas y de los miembros regulares de la Sangguniang Panlungsod (SP, Ayuntamiento). Cada distrito elige a un representante y seis miembros de SP al Consejo o concejales. La ciudad, junto con el resto de la nación, elige a 12 senadores como un distrito en general.

## Demografía
| Censos de Filipinas | Censos de Filipinas | Censos de Filipinas  |
| Año                 | Población           | Variación porcentual |
| ------------------- | ------------------- | -------------------- |
| 1903                | 219 928             | —                    |
| 1960                | 1 138 611           | 417,7 %              |
| 1970                | 1 330 788           | 16,9 %               |
| 1975                | 1 479 116           | 11,1 %               |
| 1980                | 1 630 485           | 10,2 %               |
| 1990                | 1 601 234           | 1,8 %                |
| 1995                | 1 654 761           | 3,3 %                |
| 2000                | 1 581 082           | 4,5 %                |
| 2007                | 1 660 714           | 5,0 %                |
| 2010                | 1 652 171           | 0,5 %                |
| Fuente:             |                     |                      |

Según el censo del 2010, la población de la ciudad era de 1 652 171 habitantes, convirtiéndose en la segunda ciudad más poblada de Filipinas.
Es la ciudad más densamente poblada del mundo, con 43 079 habitantes por km²; siendo el Distrito 6.º el más denso con 68 266 habitantes por km². La densidad poblacional de Manila empequeñece a las de Calcuta (27 774 habitantes por km²), Bombay (22 937 habitantes por km²), París (20 164 habitantes por km²), Daca (19 447 habitantes por km²), Shanghái (27 774 habitantes por km²), Bogotá (15 410 habitantes por km²) y Tokio (10 087 habitantes por km²).
La lengua vernácula es el filipino (un idioma criollo basado primordialmente en el tagalo hablado en los alrededores de la ciudad), idioma que se ha convertido en la lingua franca del país, habiéndose extendido por todo el archipiélago a través de los medios de comunicación y el entretenimiento. Entretanto, el inglés es el idioma más empleado en la educación, los negocios, y en gran medida en el uso cotidiano en toda la región metropolitana de Manila y en la propia Filipinas. Un número de residentes mayores todavía habla un español básico, ya que era una materia obligatoria en el plan de estudios de las universidades y colegios en Filipinas, así como muchos hijos de europeos, árabes, indios, latinoamericanos u otros inmigrantes o expatriados hablan también las lenguas de sus padres en casa, aparte de inglés y / o filipino para el uso cotidiano. El min nan es hablado por la comunidad sinofilipina.

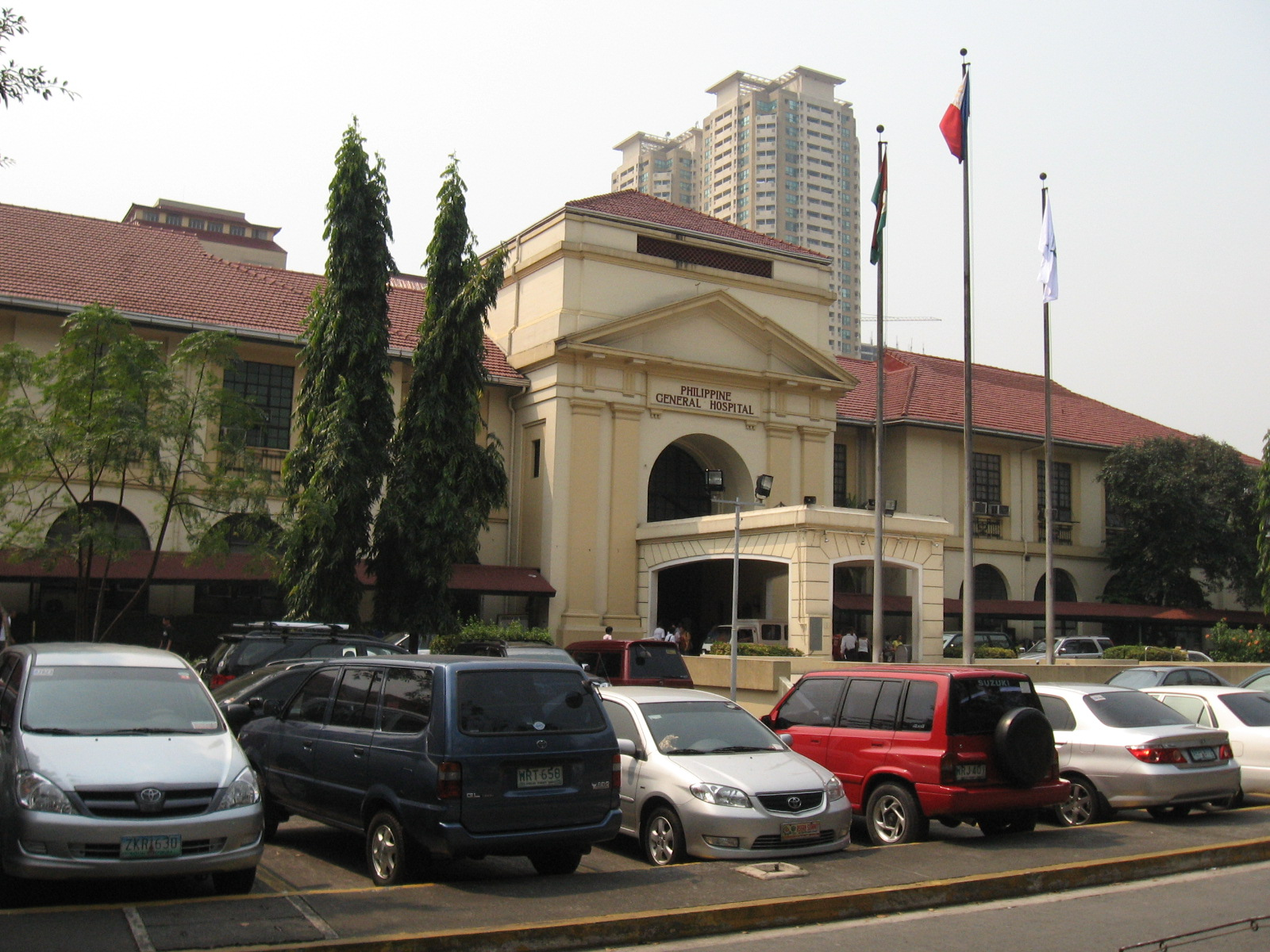
Hospital General Filipino

### Salud

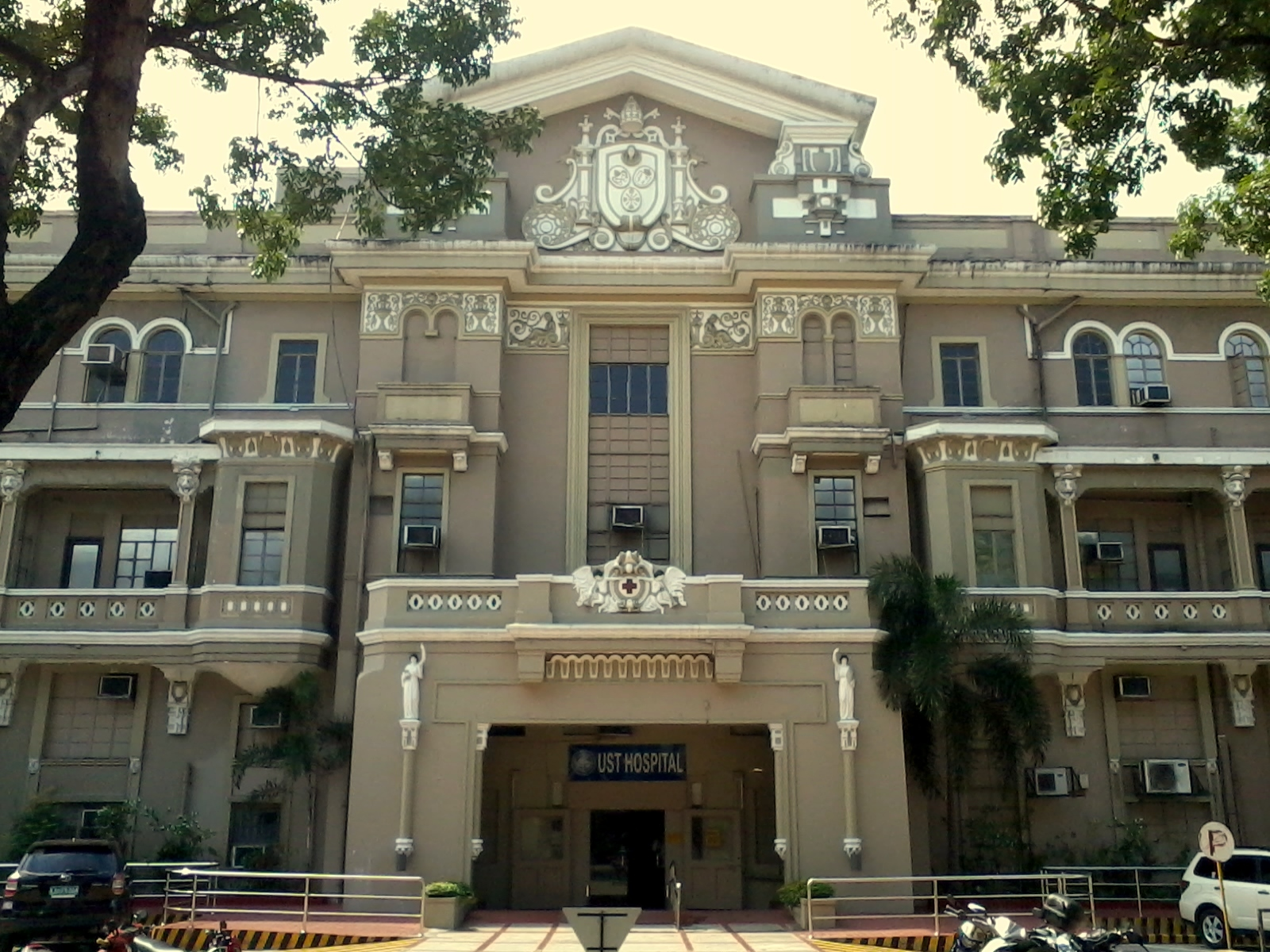
Hospital de la Universidad de Santo Tomás

El Departamento de Salud de Manila es responsable de la planificación y ejecución de los programas sanitarios que ofrece el gobierno de la ciudad. El Departamento de Salud de Manila gestiona 59 centros de salud y seis hospitales municipales gratuitos para los ciudadanos. Los seis hospitales públicos municipales son el Ospital ng Maynila Medical Center, el Ospital ng Sampaloc, el Gat Andres Bonifacio Memorial Medical Center, el Ospital ng Tondo, el Santa Ana Hospital y el Justice Jose Abad Santos General Hospital. El Philippine General Hospital, un hospital terciario estatal de Manila, está gestionado por la Universidad de Filipinas Manila. La ciudad tiene previsto construir un centro de educación, investigación y hospitalización para pacientes con labio leporino y paladar hendido y establecer el primer hospital quirúrgico infantil del sudeste asiático.
Las empresas privadas también prestan asistencia sanitaria en Manila. Los hospitales privados que operan en la ciudad son el Manila Doctors Hospital, el Hospital General y Centro Médico Chino, el José R. Reyes Memorial Medical Center, el Metropolitan Medical Center, el Our Lady of Lourdes Hospital, y el Hospital de la Universidad de Santo Tomas.
El Departamento de Salud (DOH) tiene su oficina principal en Manila y gestiona el Hospital San Lázaro, un hospital terciario de referencia especial. El DOH también gestiona el Hospital Memorial Dr. José Fabella, el Centro Médico Memorial José R. Reyes y el Centro Médico Tondo. Manila es la sede de la Oficina Regional para el Pacífico Occidental y la Oficina de País para Filipinas de la Organización Mundial de la Salud.
El gobierno de la ciudad ofrece programas de vacunación gratuitos para los niños, que están específicamente dirigidos contra la hepatitis B, la neumonía hemofílica influenza B, la difteria, el tétanos, la poliomielitis, el sarampión, las paperas y la rubéola. A partir de 2016, 31 115 niños de un año o menos han sido completamente inmunizados. El Centro de Diálisis de Manila, que ofrece servicios gratuitos para los pobres, ha sido citado por el Comité de las Naciones Unidas sobre Innovación, Competitividad y Asociaciones Público-Privadas como modelo para proyectos de asociación público-privada (APP). El centro de diálisis recibió el nombre de Centro de Diálisis Flora V. Valisno de Siojo en 2019, y fue inaugurado como el mayor centro de diálisis gratuito de Filipinas. Cuenta con 91 máquinas de diálisis, que pueden ampliarse hasta 100, igualando las capacidades del Instituto Nacional de Riñón y Trasplante (NKTI).

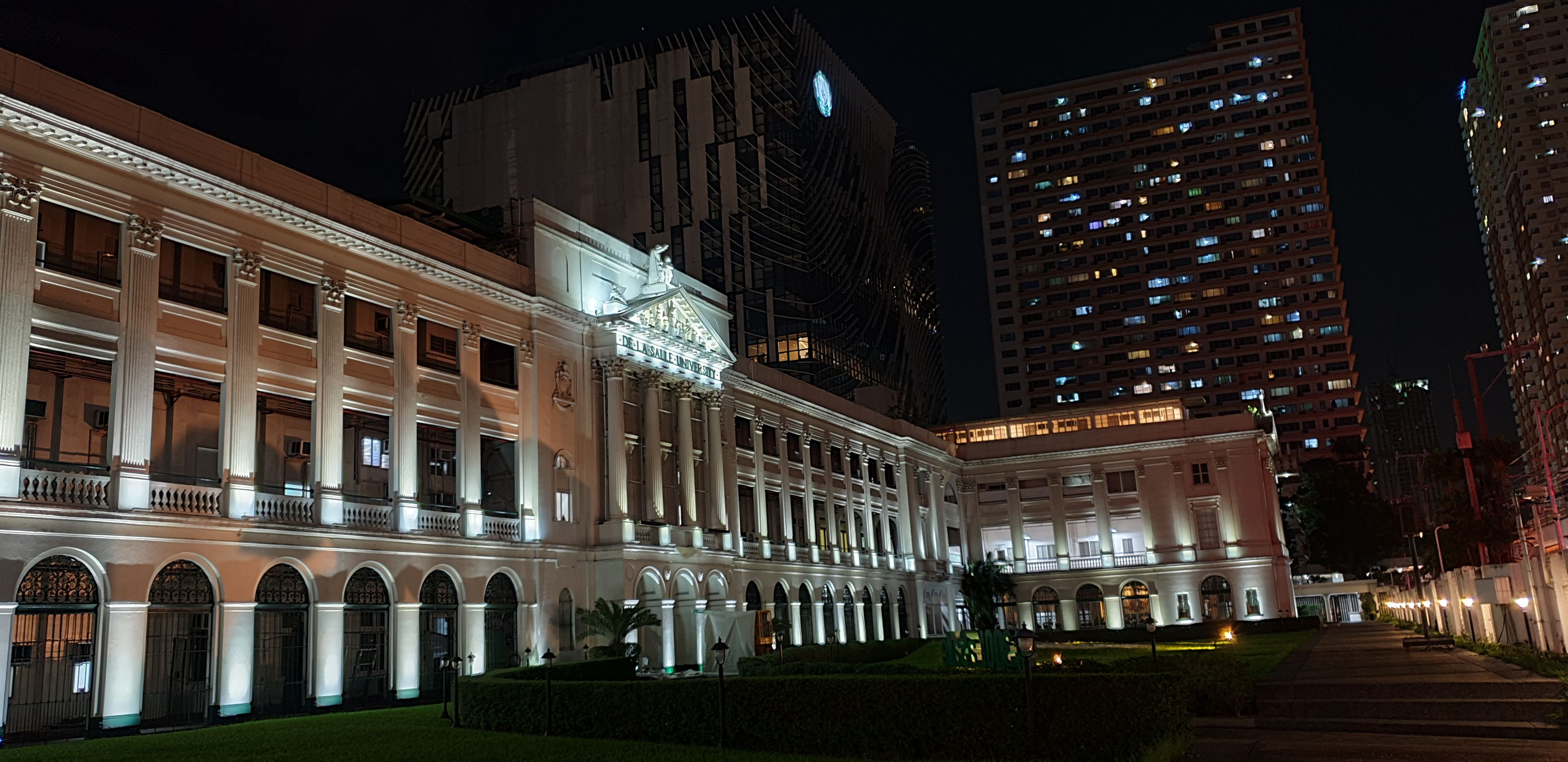
Universidad de La Salle, en Manila

### Educación
El sistema educativo público de Manila sigue el plan de estudios nacional y ofrece enseñanza gratuita desde primaria hasta secundaria. Estas escuelas desempeñan un papel crucial a la hora de proporcionar educación básica a un amplio segmento de la población de la ciudad.Sin embargo, a menudo se enfrentan a problemas relacionados con la masificación, los recursos limitados y la escasez de profesores.
Las escuelas privadas de Manila ofrecen una alternativa al sistema público, a menudo con clases más reducidas, planes de estudios especializados e instalaciones mejoradas. Estas instituciones atienden a las familias que buscan una educación más personalizada y académicamente rigurosa para sus hijos.Sin embargo, la educación privada tiene un coste, lo que la hace menos accesible a las familias con menos ingresos.

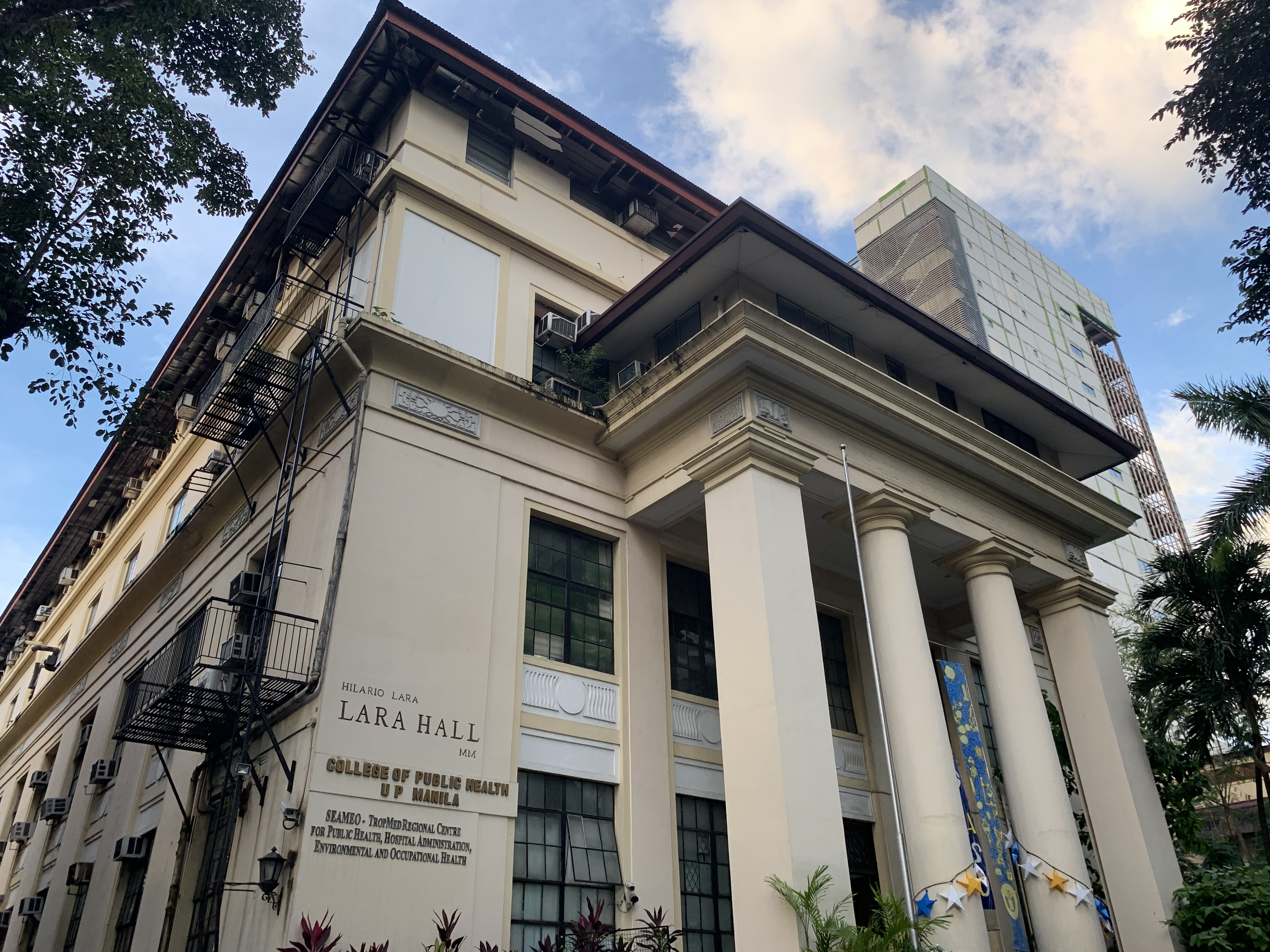
La Sala Lara de la Universidad de Filipinas en Manila

Manila alberga varias universidades de prestigio, que atraen a estudiantes de toda Filipinas y de otros países. Estas instituciones ofrecen una amplia gama de programas de licenciatura y posgrado, contribuyendo a la reputación de la ciudad como centro de enseñanza superior. La Universidad de Filipinas Manila, la Universidad Ateneo de Manila y la Universidad De La Salle son algunas de las universidades más prestigiosas de la ciudad.
La enseñanza técnica y profesional desempeña un papel importante en el sistema educativo de Manila. Estas instituciones imparten formación en diversos oficios y habilidades, preparando a los estudiantes para el empleo en industrias como la manufactura, la construcción y la hostelería. 
La enseñanza técnica y profesional es especialmente importante para atender las necesidades de mano de obra de la ciudad y promover el desarrollo económico.
La ciudad también cuenta con una serie de escuelas especializadas, como los institutos de ciencias y las escuelas de arte, que atienden a estudiantes con talentos e intereses específicos. Estas instituciones ofrecen formación especializada y oportunidades para que los estudiantes destaquen en los campos que elijan.

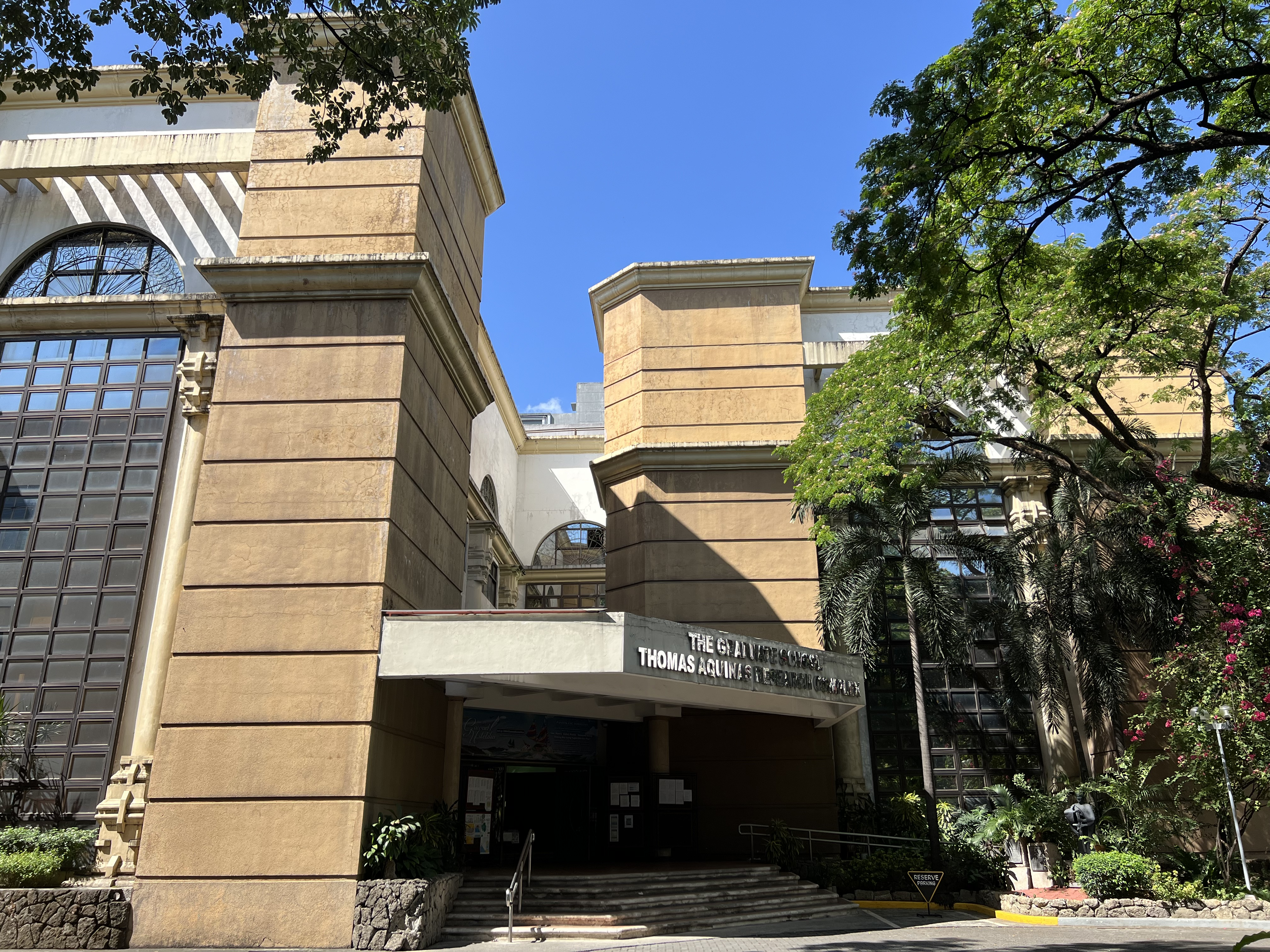
Complejo de Investigación de Santo Tomás Aquino

La educación en Manila se enfrenta a varios retos, entre ellos la necesidad de mejorar la calidad de la enseñanza, abordar la brecha digital y garantizar que todos los estudiantes tengan acceso a una educación de calidad. La pandemia de COVID-19 ha puesto aún más de relieve la necesidad de innovación y adaptación en el sector educativo.
El gobierno de la ciudad y diversas organizaciones están trabajando para hacer frente a estos retos y mejorar el sistema educativo de Manila. Se están llevando a cabo iniciativas como programas de formación de profesores, desarrollo de infraestructuras e integración de la tecnología en la educación para mejorar la calidad de la enseñanza y hacerla más accesible a todos.
A pesar de los retos, la educación sigue siendo una prioridad en Manila, con un fuerte énfasis en proporcionar oportunidades para que todos los estudiantes aprendan y tengan éxito. La diversidad del panorama educativo de la ciudad refleja su compromiso de formar a la próxima generación de líderes y contribuir al desarrollo de la nación.
El futuro de la educación en Manila depende de los continuos esfuerzos para afrontar los retos y mejorar el sistema. Las inversiones en infraestructuras, tecnología y formación del profesorado serán cruciales para garantizar que todos los estudiantes tengan acceso a una educación de calidad y oportunidades de éxito.

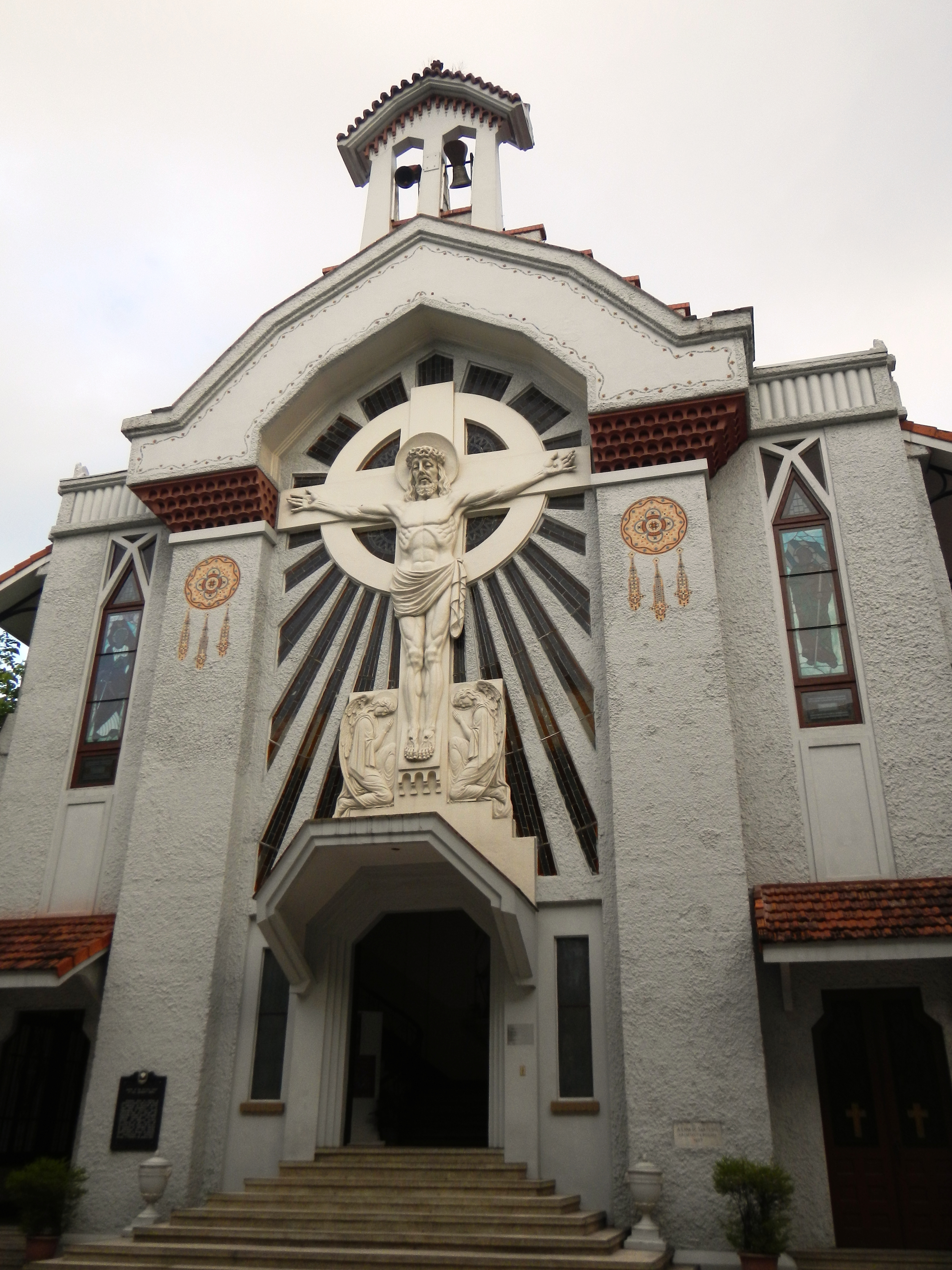
Capilla de la Universidad de San Pablo en Manila

Manila es sede de varias escuelas y universidades. Entre ellas están:
- Colegio de La Consolación - Manila
- La Real y Pontificia Universidad de Santo Tomás (Filipinas) (1611).[67]
- Liceo de Filipinas
- La Universidad Normal de Filipinas
- El Colegio de San Juan de Letrán (1620)[68]
- La Universidad de Centro Escolar (1907)
- La Universidad de Filipinas (1908).[69]
- La Universidad de La Salle-Manila (1911).
- La Universidad Filipina de Mujeres (1919).
- La Universidad del Lejano Oriente (1928).
- La Universidad de Manila (1913).[70]
- El Colegio de San Sebastián - Recoletos de Manila (1941)
- La Universidad Manuel L. Quezon (1947).[71]
- La Universidad de la Ciudad de Manila (1965).
- La Asian Institute of Management (1968)

## Economía

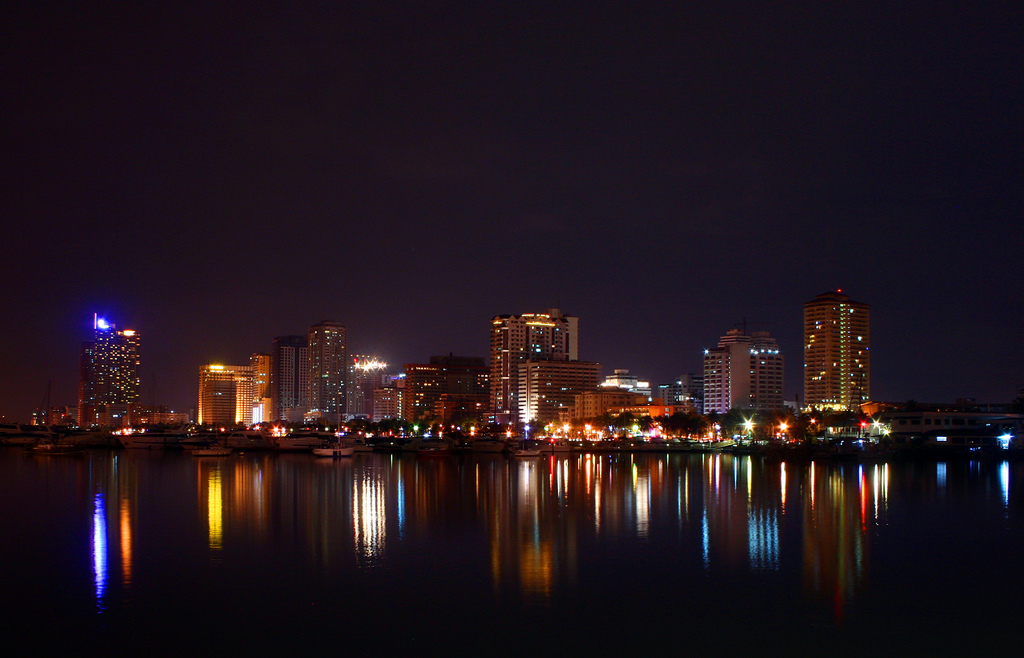
El horizonte de Manila en la noche, visto desde la Plaza de la Bahía.

Luego de la independencia de 1947, hubo un cambio en la política económica de las Filipinas: de promoción de la exportación a la sustitución de la importación. El beneficiario de las políticas de la sustitución de las importaciones fue la región de la capital.
La base industrial de la ciudad se ha incrementado en décadas recientes para incluir productos textiles, publicaciones, e imprentas, comida procesada, y la manufactura de tabaco, pintura, medicina, aceites, jabón y madera.

### Turismo
Uno de los destinos turísticos más emblemáticos de Manila es Intramuros, la histórica ciudad amurallada construida por los españoles. Esta zona ofrece una visión del pasado colonial de Filipinas, con su arquitectura bien conservada, calles adoquinadas y monumentos históricos como el Fuerte Santiago y la Iglesia de San Agustín. Intramuros es una visita obligada para los entusiastas de la historia y los que buscan comprender los orígenes de la ciudad.

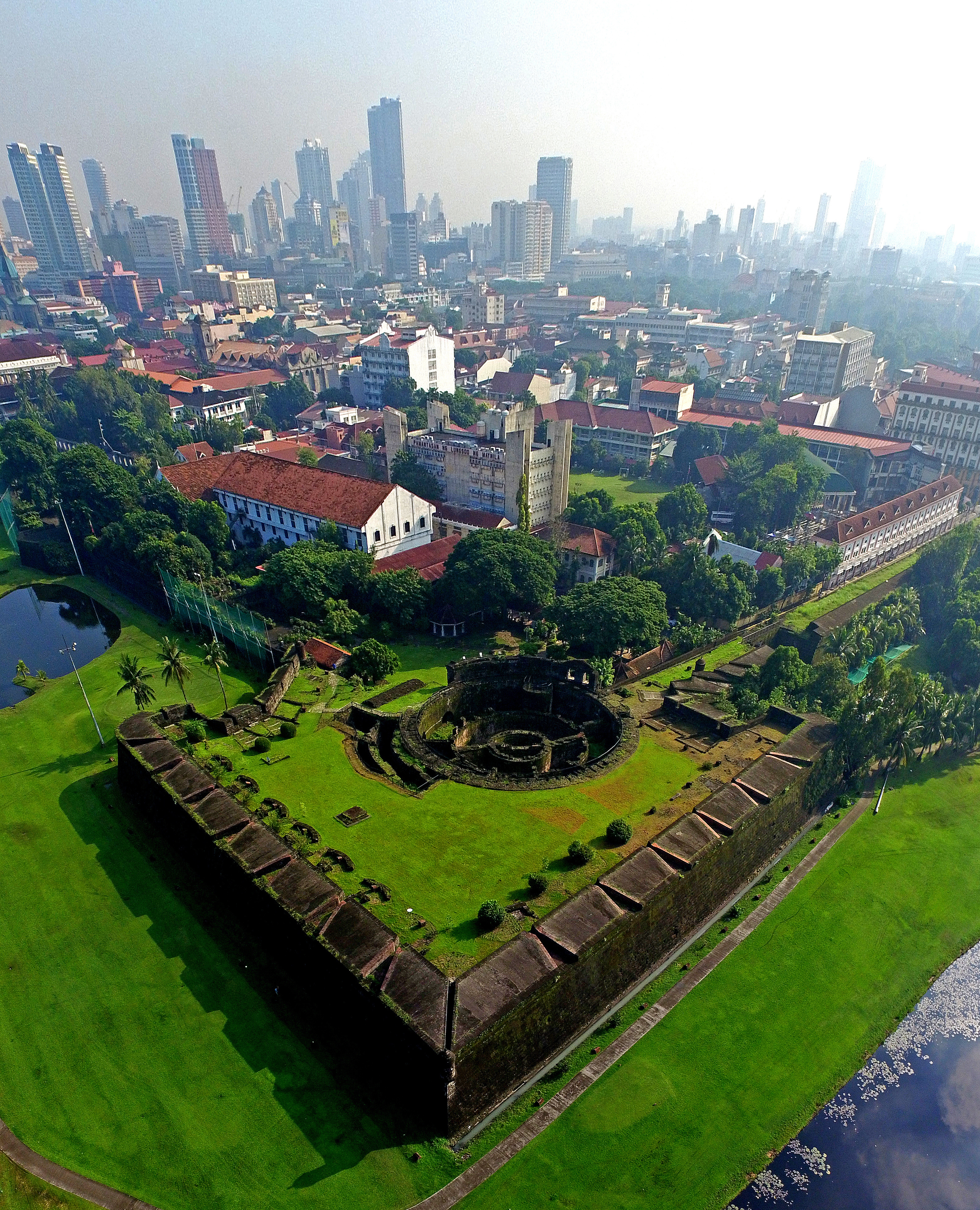
Vista del área de San Diego en Intramuros

Más allá de Intramuros, Manila cuenta con numerosas atracciones culturales, como museos, galerías de arte y teatros. El Complejo Nacional de Museos alberga una vasta colección de arte y objetos filipinos, mientras que el Museo Ayala muestra la rica historia y el patrimonio cultural del país. Estas instituciones aportan valiosos conocimientos sobre el pasado y el presente de Filipinas.
La escena culinaria de Manila es un gran atractivo para los turistas, ya que ofrece una gran variedad de sabores y experiencias gastronómicas. Desde platos tradicionales filipinos como el adobo y el sinigang hasta la cocina internacional, la ciudad satisface a un amplio abanico de paladares. Los mercados locales y los puestos de comida callejera ofrecen la oportunidad de degustar auténticos sabores filipinos y experimentar la vibrante cultura gastronómica de la ciudad.
Ir de compras es otra actividad popular en Manila, con numerosos centros comerciales, mercados y boutiques que ofrecen una gran variedad de artículos. Los centros comerciales de la ciudad son de los más grandes de Asia y ofrecen una amplia gama de opciones. Los mercados locales, como el de Quiapo y el de Divisoria, ofrecen experiencias de compra únicas y la oportunidad de encontrar productos tradicionales filipinos.
La vida nocturna de Manila es famosa por su energía y diversidad, y ofrece una amplia gama de opciones de entretenimiento. Desde bares y discotecas hasta locales de música en directo y espectáculos culturales, la ciudad cobra vida al caer la noche. La vibrante vida nocturna satisface una gran variedad de gustos y preferencias, garantizando que los visitantes encuentren algo de lo que disfrutar.
El ecoturismo también está ganando popularidad en Manila, con varios parques y espacios verdes que ofrecen oportunidades para el ocio al aire libre. El Malecón de la Bahía de Manila ofrece un pintoresco paseo marítimo, mientras que el Parque Paco y el Parque Rizal ofrecen espacios verdes para la relajación y el recreo. Estas zonas proporcionan un bienvenido respiro del bullicio urbano de la ciudad.

El sector turístico de Manila también se apoya en una industria hostelera bien desarrollada, con una amplia gama de hoteles, complejos turísticos y opciones de alojamiento. La ciudad se adapta a una gran variedad de presupuestos y preferencias, garantizando a los visitantes un alojamiento cómodo y práctico.

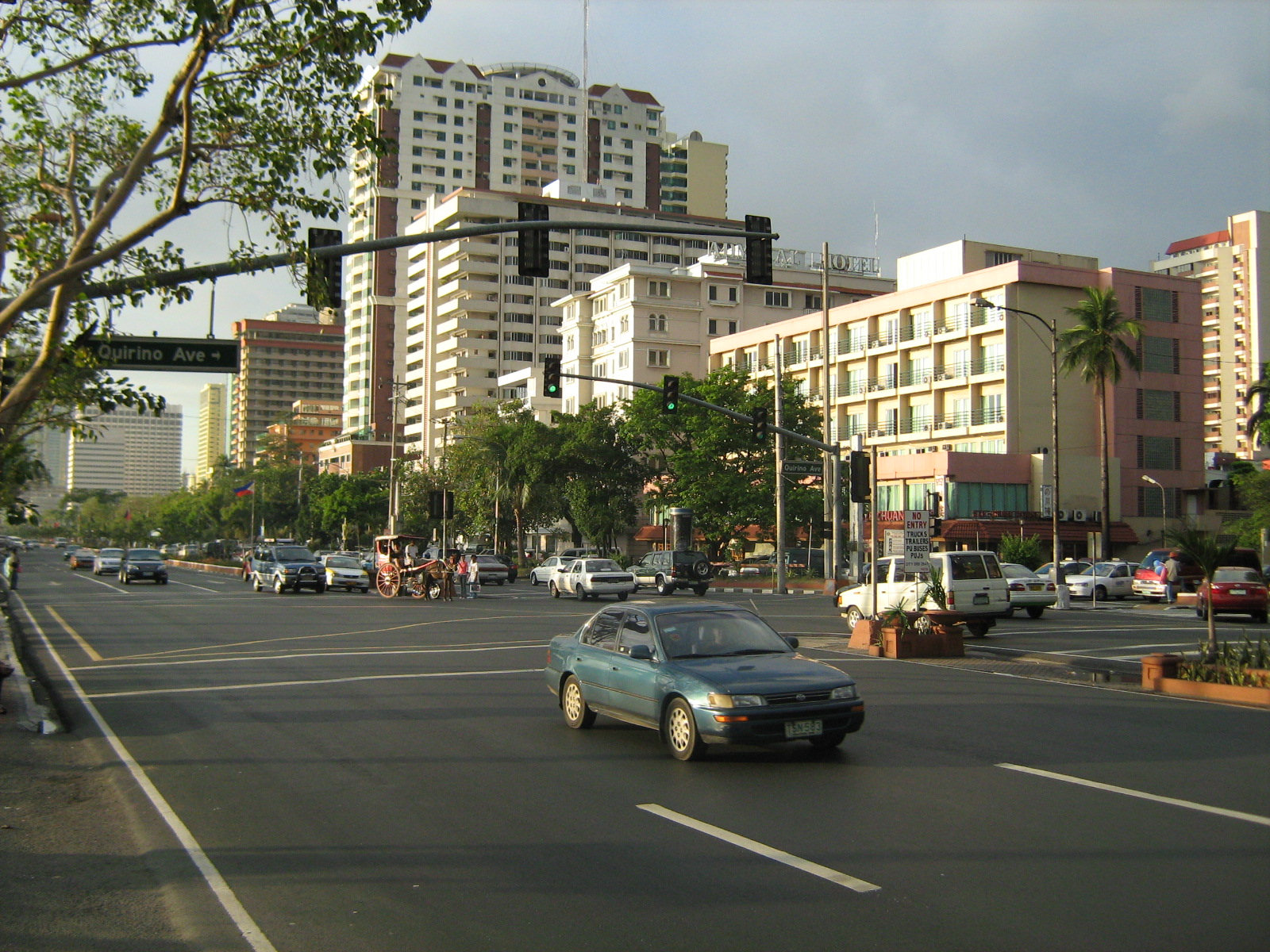
Bulver Roxas, donde queda localizado el principal centro de negocios de Manila.

La industria turística de la ciudad también se centra en promover prácticas turísticas sostenibles. Se están realizando esfuerzos para minimizar el impacto medioambiental del turismo y garantizar que los beneficios del turismo se compartan con las comunidades locales. Esto incluye la promoción de prácticas de viaje responsables y el apoyo a las empresas locales.
El sector turístico de Manila está en constante evolución, con nuevas atracciones y experiencias que se desarrollan para satisfacer las cambiantes necesidades de los turistas. El sector turístico de la ciudad es una parte vital de su economía, que contribuye a la creación de empleo y al crecimiento económico.
Moverse por Manila puede ser una aventura en sí misma. El sistema de transporte público de la ciudad incluye jeepneys, autobuses, el tren ligero (LRT) y taxis. Aunque el tráfico puede ser complicado, los turistas pueden utilizar aplicaciones de viajes compartidos o alquilar coches privados para disfrutar de una experiencia más cómoda. El Aeropuerto Internacional Ninoy Aquino (NAIA) es la principal puerta de entrada a Manila y conecta la ciudad con los principales destinos del mundo.
El calendario de Manila está repleto de festivales y acontecimientos que celebran la cultura y el patrimonio de la ciudad. La Fiesta del Nazareno Negro, que se celebra todos los años en enero, es un importante acontecimiento religioso que atrae a millones de devotos. La Fiesta Aliwan es un gran escaparate de danzas, música y tradiciones culturales filipinas. A lo largo del año, Manila acoge también varios festivales de arte y música, lo que garantiza que siempre haya algo emocionante en la ciudad.
A pesar de los retos que plantean la urbanización y los problemas medioambientales, Manila sigue atrayendo a los turistas con su mezcla única de historia, cultura y atracciones modernas. El sector turístico de la ciudad es un testimonio de su resistencia y su capacidad para adaptarse a las cambiantes necesidades de la industria turística mundial.

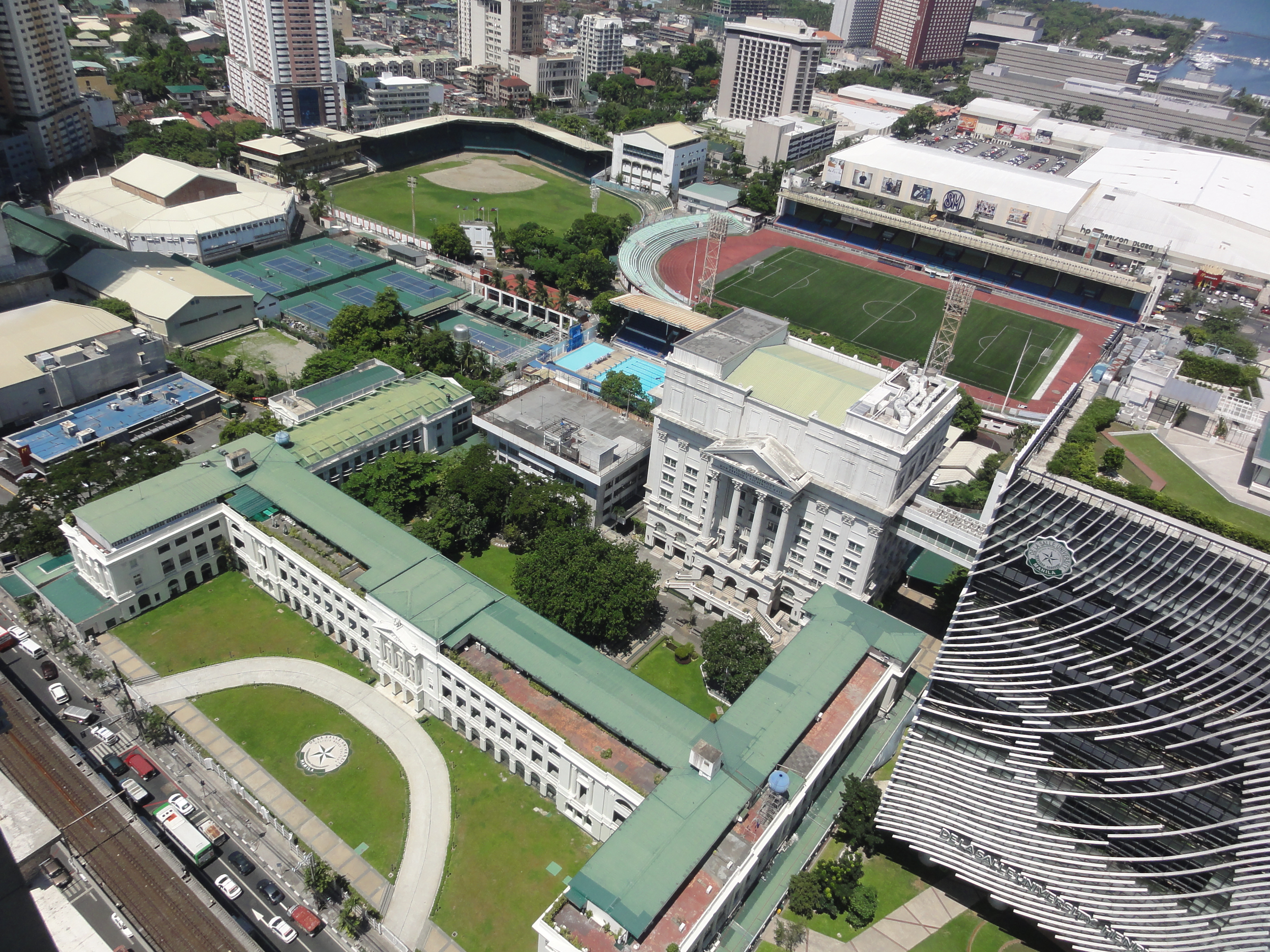
Complejo deportivo Conmemorativo de Rizal en la Universidad de La Salle

## Deporte
Manila fue la ciudad sede de los Juegos Asiáticos de 1954. El baloncesto reina en Manila y, de hecho, en toda Filipinas. Más que un deporte, es una obsesión nacional. Las canchas de los barangay bullen de actividad desde el amanecer hasta el anochecer, y los partidos de la Asociación Filipina de Baloncesto (PBA) atraen a multitudes, creando una atmósfera eléctrica en los estadios. El amor por el baloncesto trasciende las clases sociales, uniendo a la gente en una pasión compartida.
Manila cuenta con otras instalaciones deportivas muy conocidas, como el Centro Deportivo Enrique M. Razon y el Complejo Deportivo de la Universidad de Santo Tomás, ambos recintos privados propiedad de una universidad; en la ciudad también se celebran deportes colegiales; los partidos de baloncesto de la Asociación Atlética Universitaria de Filipinas y de la Asociación Atlética Colegial Nacional se celebran en el Coliseo Rizal Memorial y en el Estadio Ninoy Aquino, aunque los encuentros de baloncesto se han trasladado al Filoil Flying V Arena de San Juan y al Coliseo Araneta de Quezon City. 

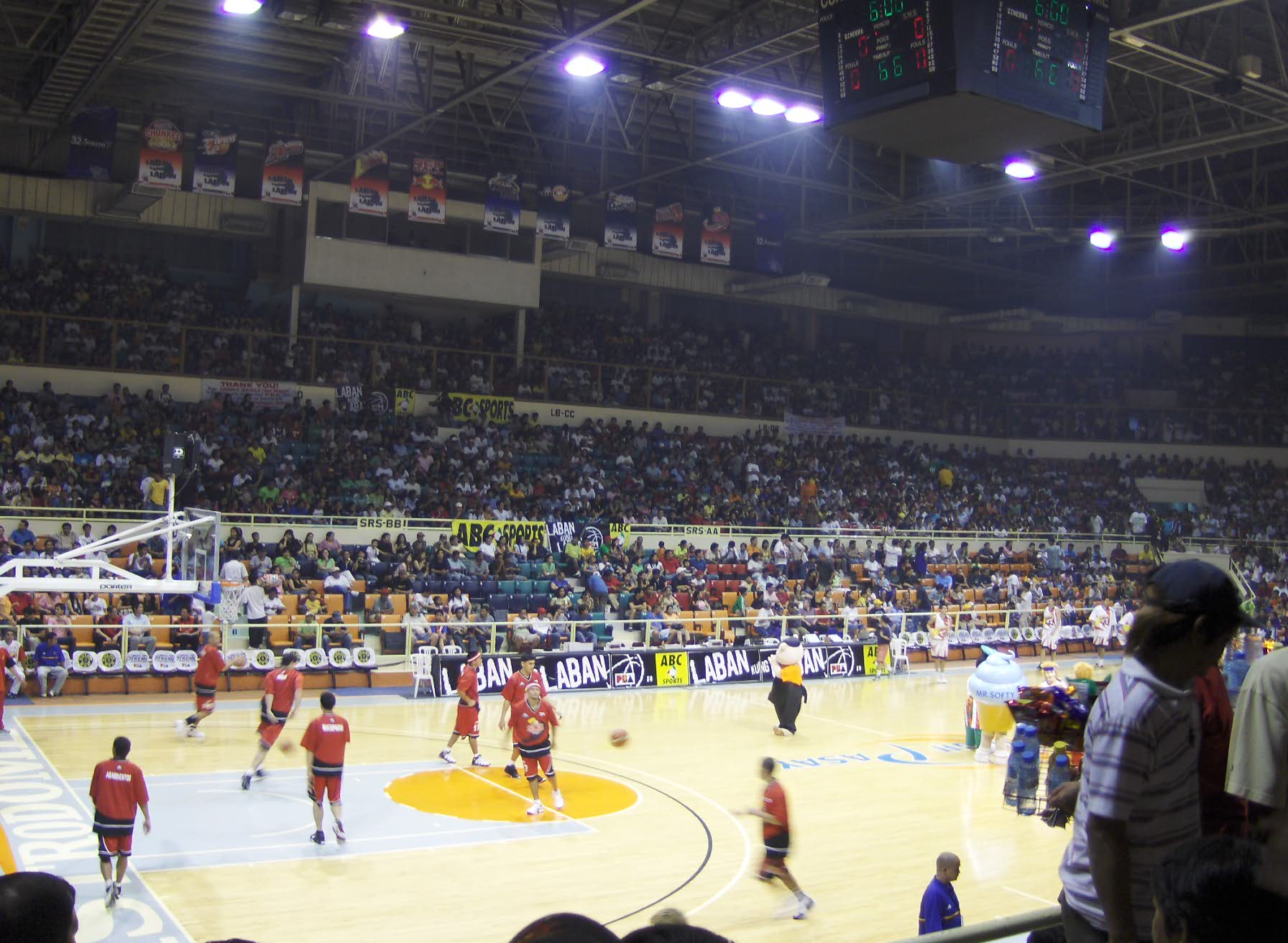
Cuneta Astrodome durante un partido de Baloncesto

Otros deportes colegiales siguen celebrándose en el Complejo Deportivo Rizal Memorial. El baloncesto profesional, organizado sobre todo por equipos corporativos, también solía jugarse en la ciudad, pero la Asociación Filipina de Baloncesto celebra ahora sus partidos en el Coliseo Araneta y en el Cuneta Astrodome de Pasay; la ya desaparecida Liga Filipina de Baloncesto jugó algunos de sus partidos, como su temporada 1995-96 de la Liga Filipina de Baloncesto, en el Complejo Deportivo Rizal Memorial.
El equipo de rugby League de Manila, Manila Storm, entrena en el parque Rizal y juega partidos en Southern Plains Field, Calamba, Laguna. Anteriormente, el béisbol era un deporte muy practicado en la ciudad, pero en 2022 Manila contaba con el único estadio de béisbol de tamaño considerable de Filipinas, el Rizal Memorial Baseball Stadium, que albergaba partidos de la ya desaparecida Baseball Philippines; Lou Gehrig y Babe Ruth fueron los primeros jugadores en marcar un home run en el estadio durante su gira por el país el 2 de diciembre de 1934. Los deportes de billar también son populares en Manila; en la mayoría de los barangays hay salas de billar. La Copa Mundial de Billar de 2010 se celebró en el Robinsons Place de Manila.

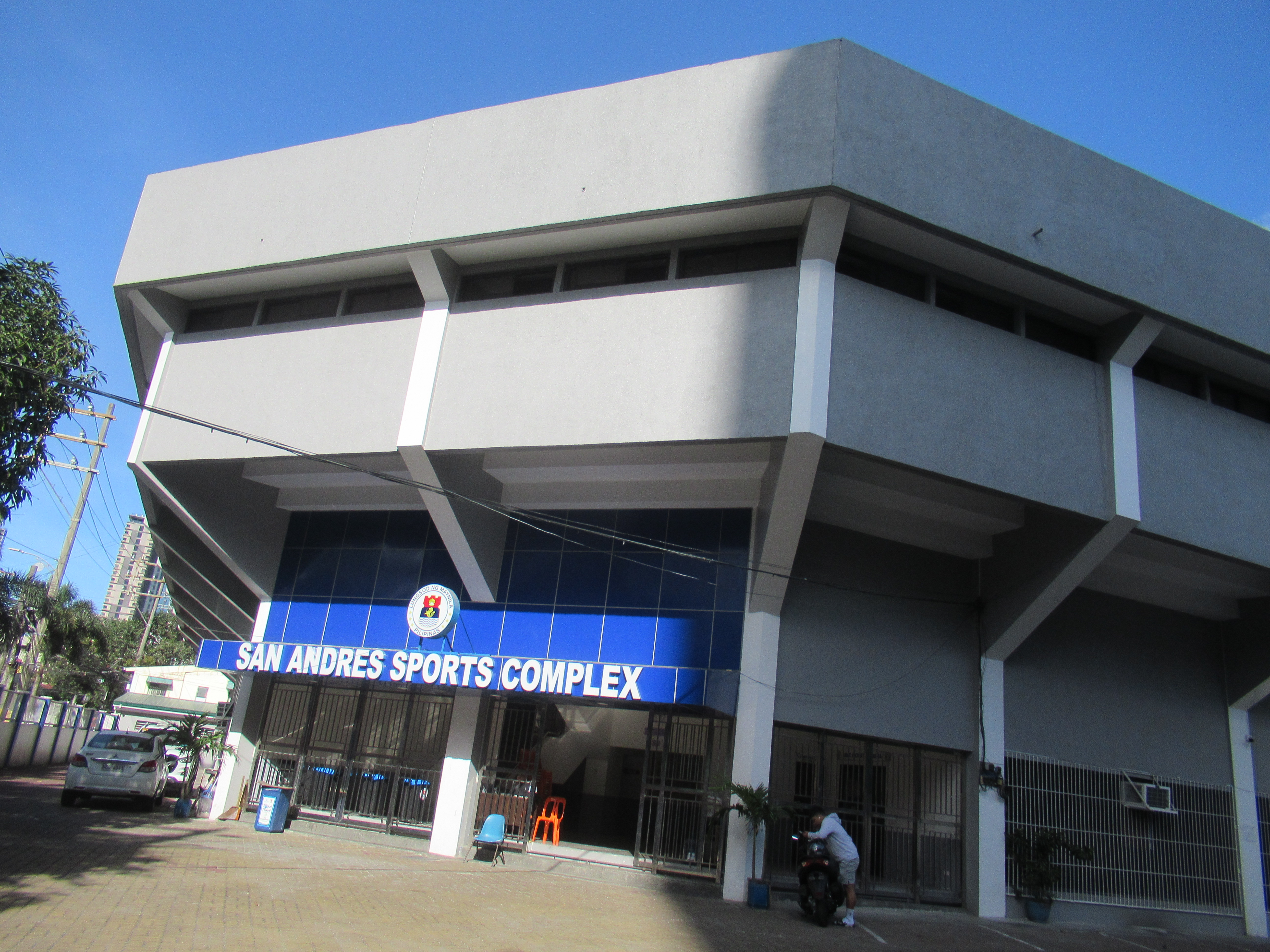
Complejo Deportivo de San Andrés

El estadio de atletismo y fútbol Rizal Memorial albergó el primer partido de clasificación para la Copa Mundial de la FIFA en décadas, cuando Filipinas recibió a Sri Lanka en julio de 2011. El estadio, que anteriormente no era apto para partidos internacionales, había sido renovado antes del partido. El estadio también acogió su primera prueba de rugby para los torneos asiáticos de la División I del Cinco Naciones de 2012.
El boxeo también ocupa un lugar especial en el corazón deportivo de Manila, en gran parte gracias al legendario Manny Pacquiao. Su ascenso al estrellato mundial ha inspirado a innumerables filipinos, y los gimnasios de boxeo son habituales en la ciudad. Los combates locales atraen a multitudes entusiastas, y este deporte sirve tanto de entretenimiento como de fuente de orgullo nacional.
Más allá de estos deportes dominantes, Manila ofrece una variada gama de actividades atléticas. El voleibol está ganando popularidad, sobre todo entre las mujeres, y la ciudad acoge numerosas ligas y torneos. El fútbol, aunque no tan popular como el baloncesto, tiene cada vez más seguidores, y los clubes locales compiten en ligas nacionales.

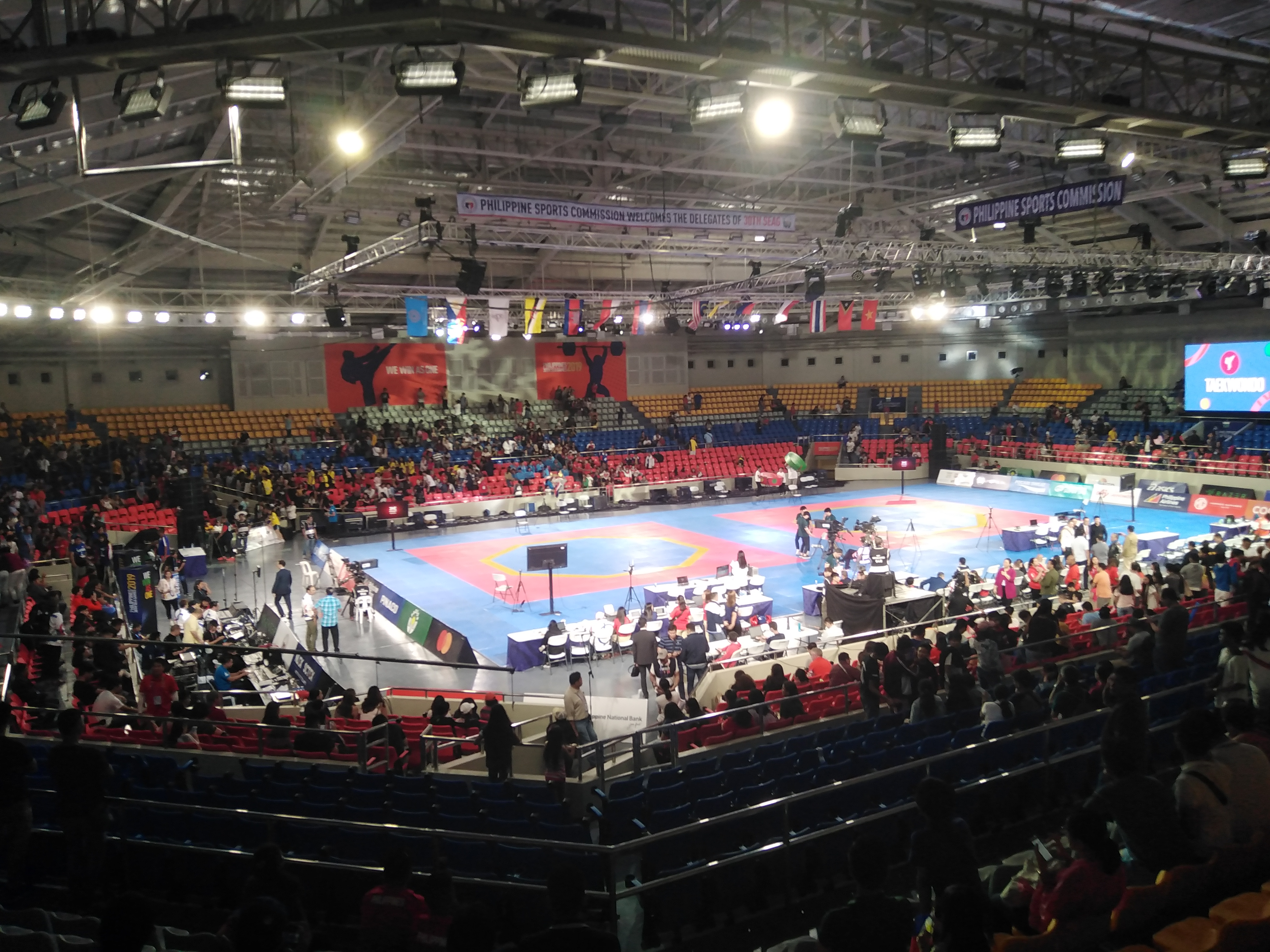
Estadio Ninoy Aquino

La situación costera de Manila permite practicar deportes acuáticos. La bahía de Manila es un lugar popular para la vela, el kayak y otras actividades acuáticas. La ciudad también cuenta con varias piscinas y centros acuáticos, destinados tanto a nadadores recreativos como de competición.
Los parques y espacios recreativos de la ciudad ofrecen instalaciones para diversos deportes y actividades físicas. El Parque Rizal, uno de los monumentos más emblemáticos de Manila, cuenta con canchas de baloncesto, tenis y espacios abiertos para correr y hacer ejercicio. Estas zonas son lugares accesibles para que los residentes practiquen deporte y mantengan un estilo de vida saludable.
Manila acoge numerosos acontecimientos deportivos a lo largo del año, desde torneos locales hasta competiciones internacionales. Estos acontecimientos no sólo proporcionan entretenimiento, sino que también contribuyen a la economía de la ciudad y promueven el turismo deportivo. Las infraestructuras deportivas de la ciudad, incluidos estadios y pabellones, apoyan estos acontecimientos y satisfacen las necesidades de atletas y espectadores.

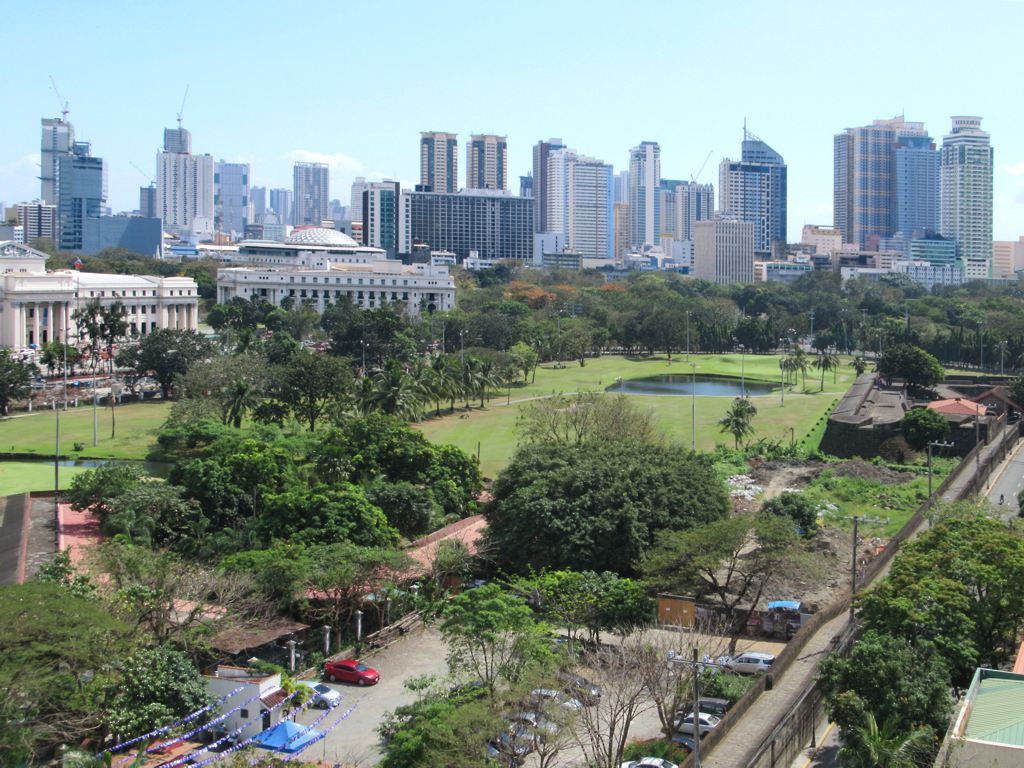
Club de Golf de Intramuros

Las instituciones educativas de la ciudad desempeñan un papel vital en la promoción del deporte entre los jóvenes. Las escuelas y universidades tienen programas deportivos y equipos que compiten en diversas disciplinas. Estos programas no sólo desarrollan el talento atlético, sino que también inculcan valores como el trabajo en equipo, la disciplina y la deportividad.
La cultura deportiva de Manila está profundamente entrelazada con su vida comunitaria. Las ligas barangay y los torneos locales unen a la gente, fomentando un sentimiento de camaradería y pertenencia. El deporte sirve de plataforma para la interacción social y la construcción de la comunidad, reforzando los lazos que unen a los residentes.
A pesar de las dificultades que plantean la urbanización y el espacio limitado, el panorama deportivo de Manila sigue prosperando. La pasión de la ciudad por el deporte, unida a su variada oferta de actividades atléticas, la convierten en un lugar vibrante y lleno de energía tanto para los atletas como para los entusiastas del deporte.

## Ciudades hermanadas
| - Sídney, Australia - Winnipeg, Canadá - São Paulo, Brasil - Santiago, Chile - Guangzhou, China - Pekín, China - Shanghái, China - Xi'an, China - Cartagena, Colombia - Incheon, Corea del Sur - Busan, Corea del Sur - La Habana, Cuba - Madrid, España - Málaga, España - Melilla, España - Honolulu, Estados Unidos - Jersey City, Estados Unidos - Maui, Estados Unidos - Sacramento, Estados Unidos - San Francisco, Estados Unidos - San Juan, Estados Unidos - Cebú, Filipinas - Osaka, Japón | - Acapulco, México - Lyon, Francia - Montreal, Canadá - Niza, Francia - Ulan-Bator, Mongolia - Nueva Delhi, India - Macao, China - Yakarta, Indonesia - Takatsuki, Japón - Yokohama, Japón - Dávao, Filipinas - Cali, Colombia - Lima, Perú |

## Cultura

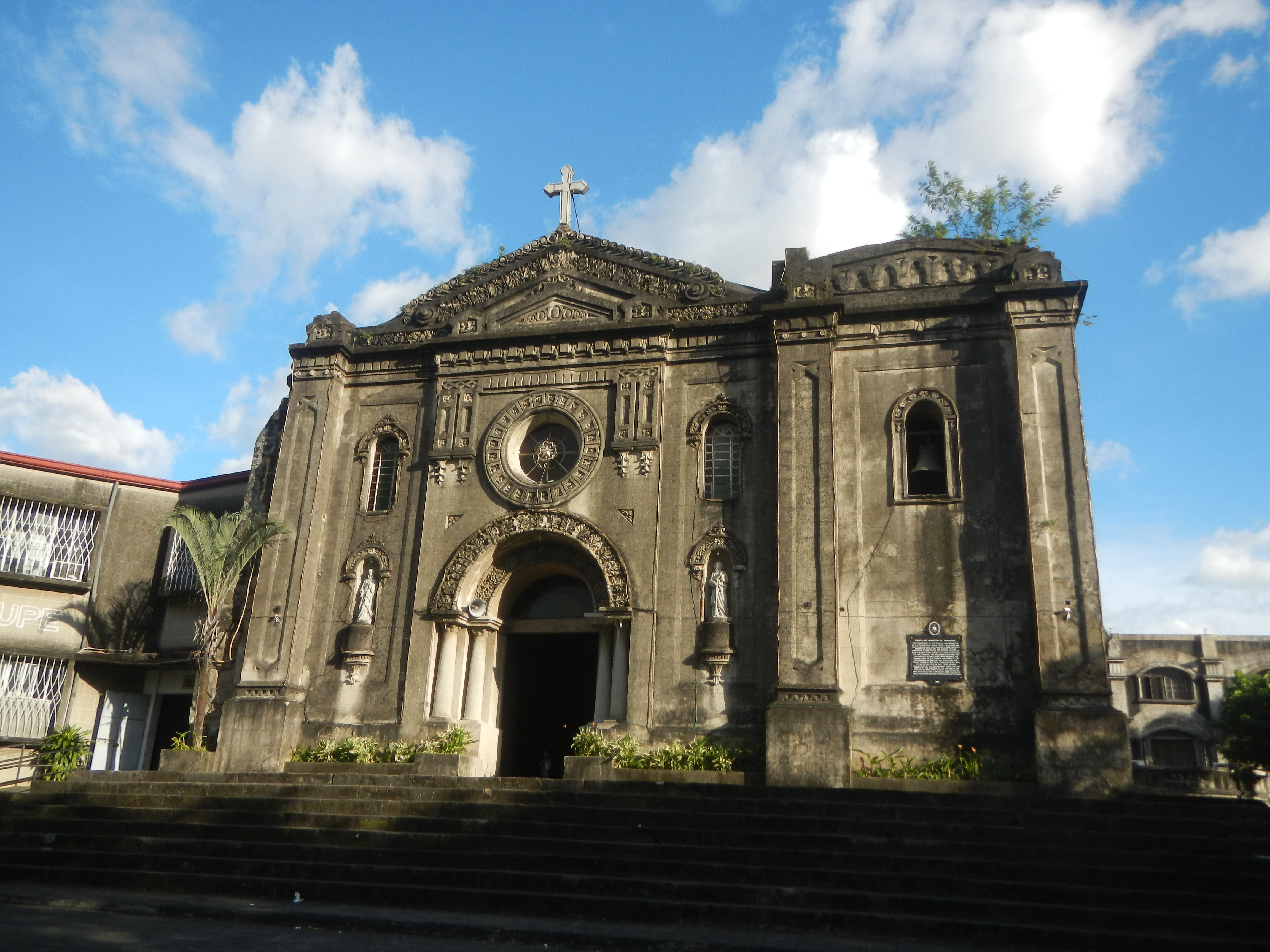
Iglesia de Nuestra Señora de la Gracia, Manila

### Arquitectura
Manila es conocida por su ecléctica mezcla de arquitectura, que incluye una amplia gama de estilos que abarcan los periodos históricos y culturales de la ciudad. Sus estilos arquitectónicos reflejan influencias americanas, españolas, chinas y malayas. Destacados arquitectos filipinos como Antonio Toledo, Felipe Roxas, Juan M. Arellano y Tomás Mapúa han diseñado importantes edificios en Manila, como iglesias, oficinas gubernamentales, teatros, mansiones, escuelas y universidades.
Manila es conocida por sus teatros Art Decó, algunos de los cuales fueron diseñados por Juan Nakpil y Pablo Antonio. La histórica calle Escolta de Binondo cuenta con numerosos edificios de estilos arquitectónicos neoclásico y Beaux-Arts, muchos de los cuales fueron diseñados por destacados arquitectos filipinos durante el periodo colonial estadounidense, entre los años veinte y finales de los treinta. Muchos arquitectos, artistas, historiadores y grupos de defensa del patrimonio están haciendo campaña por la restauración de la calle Escolta, que fue en su día la calle principal de Filipinas.
Casi toda la arquitectura colonial española y de preguerra de Manila fue destruida durante la Batalla de Manila de 1945 por los intensos bombardeos de la Fuerza Aérea de Estados Unidos. La reconstrucción posterior sustituyó los edificios históricos de la época española por otros modernos, borrando gran parte del carácter de la ciudad. Algunos de los edificios destruidos, como el Antiguo Edificio Legislativo (actual Museo Nacional de Bellas Artes), el Ayuntamiento de Manila (actual Oficina del Tesoro) y la Iglesia y Convento de San Ignacio (actual Museo de Intramuros), en construcción, han sido reconstruidos. Hay planes para rehabilitar y restaurar varios edificios y lugares históricos descuidados, como la Plaza del Carmen, la Iglesia de San Sebastián y el Teatro Metropolitano NCCA. También está previsto restaurar tiendas y casas de la época española en los distritos de Binondo, Quiapo y San Nicolás, como parte de un movimiento para devolver a la ciudad su estado anterior a la guerra.
Como Manila es propensa a los terremotos, los arquitectos coloniales españoles inventaron un estilo llamado Barroco Sísmico, que adoptaron las iglesias y edificios gubernamentales durante el periodo colonial español. Como resultado, los terremotos sucesivos de los siglos XVIII y XIX apenas afectaron a Manila, aunque arrasaron periódicamente los alrededores. Los edificios modernos de Manila y sus alrededores están diseñados o han sido reacondicionados para resistir un sísmo de magnitud 8,2, de acuerdo con el código de construcción del país.

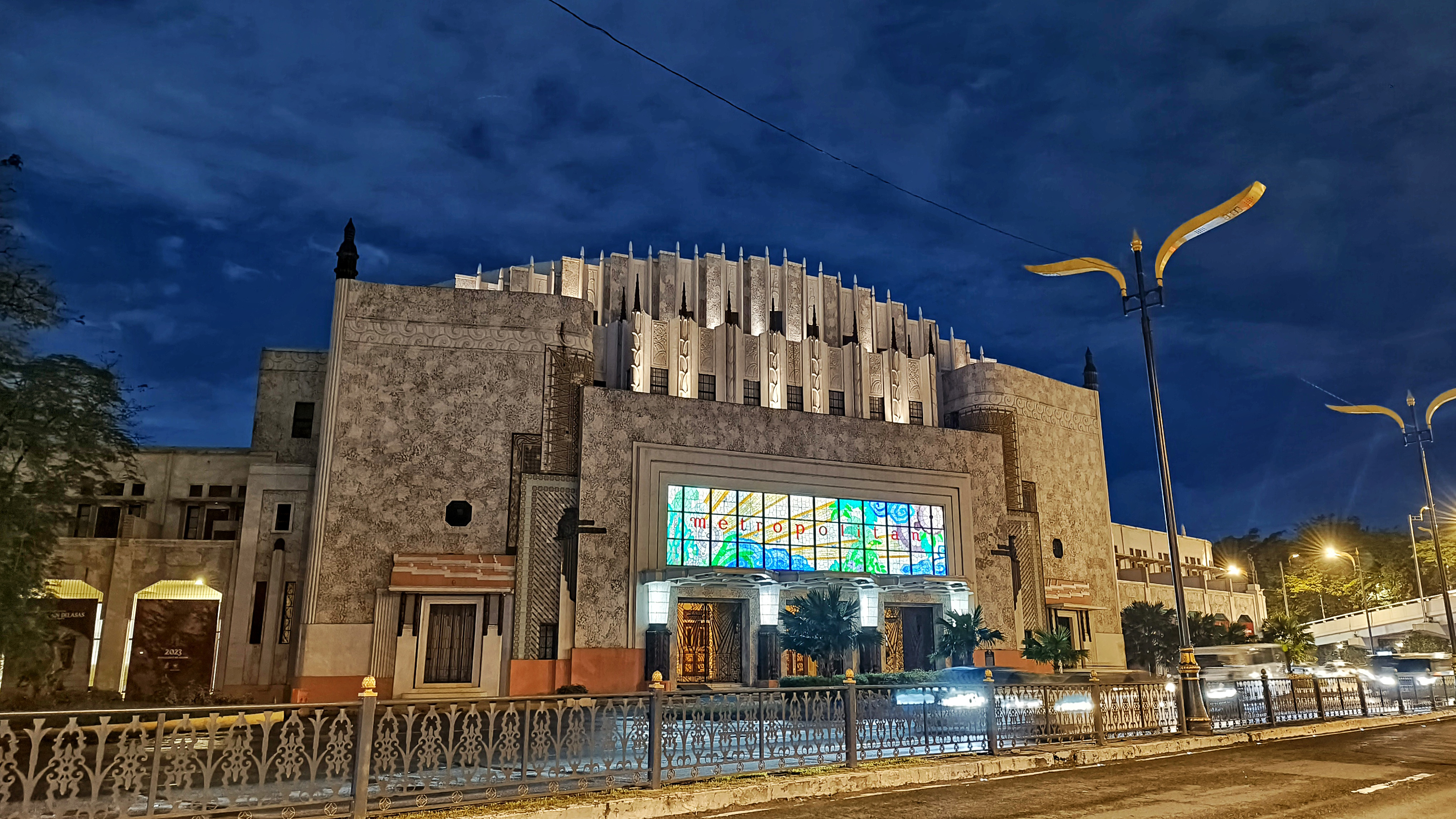
El Teatro Metropolitan de Manila

### Costumbres y Tradiciones
Manila, es un crisol de culturas que da lugar a un rico tapiz de tradiciones y costumbres. Estas prácticas, transmitidas de generación en generación, reflejan la mezcla única de influencias indígenas, españolas, americanas y chinas de la ciudad.
La familia desempeña un papel central en la sociedad filipina, y esto está profundamente arraigado en las costumbres de Manila. Las familias extensas suelen vivir juntas o muy cerca, y las reuniones familiares son acontecimientos frecuentes e importantes. El respeto a los mayores es primordial, y se demuestra con gestos como «mano po», en el que los más jóvenes tocan la frente de un anciano con la mano en señal de respeto.
La hospitalidad filipina es famosa en todo el mundo, y esto queda patente en el ambiente cálido y acogedor de Manila. Los visitantes suelen ser recibidos con los brazos abiertos y tratados como huéspedes de honor. La comida desempeña un papel importante en la cultura filipina, y compartir las comidas es una forma habitual de expresar hospitalidad y estrechar lazos.
Las tradiciones religiosas están profundamente arraigadas en la cultura de Manila, siendo el catolicismo la religión dominante. La ciudad alberga numerosas iglesias y lugares religiosos, y las fiestas religiosas, como la Navidad y la Semana Santa, se celebran con gran fervor. Estas celebraciones suelen incluir coloridas procesiones, música tradicional y banquetes comunales.
«Bayanihan» es un concepto filipino que encarna el espíritu de unidad y cooperación comunitaria. Suele manifestarse en actos de ayuda al prójimo, como mudarse de casa o colaborar en proyectos comunitarios. Esta tradición subraya la importancia de la armonía social y el apoyo mutuo en la cultura filipina.
En Manila aún se practican las artes y oficios tradicionales filipinos, muestra del rico patrimonio cultural del país. Entre ellas figuran el tejido, la cerámica, la talla en madera y la metalistería. Estas artesanías incorporan a menudo diseños y motivos indígenas, reflejo de la historia precolonial del país.
La cocina filipina es una deliciosa fusión de sabores e influencias, reflejo del variado patrimonio cultural del país. El arroz es un alimento básico, y platos como el adobo, el sinigang y el lechón son populares en toda Manila. La comida se sirve a menudo en celebraciones y reuniones, lo que subraya su importancia en la vida social filipina.
La música y la danza son parte integrante de la cultura filipina, y esto queda patente en la vibrante escena artística de Manila. Todavía se bailan danzas folclóricas tradicionales, como el tinikling y el pandanggo, y la música filipina ha evolucionado hasta incorporar diversos géneros, como el pop, el rock y el hip-hop.
Las fiestas filipinas son celebraciones alegres y llenas de color que honran a santos patronos o conmemoran acontecimientos importantes. Suelen incluir desfiles, bailes callejeros, juegos tradicionales y abundante comida. Son una forma de que las comunidades se reúnan y celebren su patrimonio común.
A pesar de la rápida modernización de Manila, muchas costumbres y prácticas tradicionales siguen prosperando, reflejando la perdurable identidad cultural de la ciudad. Estas tradiciones recuerdan la rica historia de la ciudad y los valores que siguen conformando la sociedad filipina.

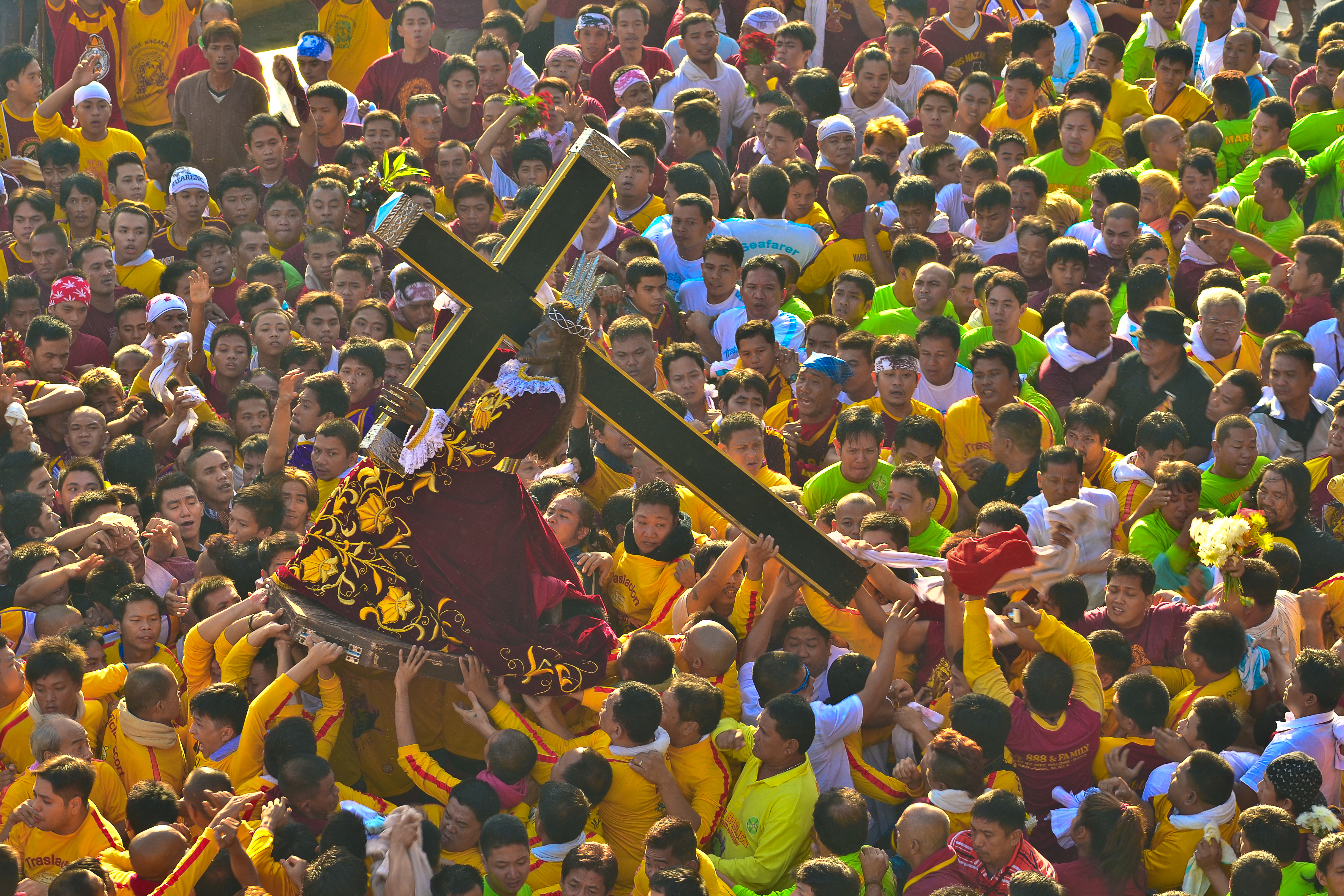
Devotos católicos durante la Fiesta del Nazareno Negro (Traslacíon)

### Festivales y Celebraciones
Manila celebra fiestas cívicas y nacionales. Como la mayoría de los habitantes de la ciudad son cristianos católicos , la mayoría de las fiestas son de carácter religioso. Araw ng Maynila, que celebra la fundación de la ciudad el 24 de junio de 1571. por el conquistador español Miguel López de Legazpi, fue proclamada por primera vez por el vicealcalde de la ciudad, Herminio A. Astorga, el 24 de junio de 1962. Se ha conmemorado anualmente bajo la advocación de San Juan Bautista, y siempre ha sido declarada por el gobierno nacional como fiesta especial no laborable mediante proclamas presidenciales. Cada uno de los 896 barangays de la ciudad tiene también sus propias festividades, guiadas por sus propios santos patronos.
Manila también acoge la procesión de la Fiesta del Nazareno Negro (Traslación), que se celebra cada 9 de enero y atrae a millones de seguidores católicos. Otras festividades religiosas que se celebran en Manila son la Fiesta del Santo Niño en Tondo y Pandacán, que tiene lugar el tercer domingo de enero; la Fiesta de Nuestra Señora de los Desamparados de Manila, patrona de Santa Ana, que se celebra cada 12 de mayo; y las Flores de Mayo. Entre las fiestas no religiosas figuran el Año Nuevo, el Día de los Héroes Nacionales, el Día de Bonifacio y el Día de Rizal.